# Manchester United Football Club
O Manchester United Football Club, mais conhecido como Manchester United (também estilizado como Manchester Utd, Man United ou Man Utd) ou simplesmente United, é um clube de futebol profissional inglês sediado em Old Trafford, na Grande Manchester. Fundado em 1878, é um dos clubes mais populares e mais bem-sucedidos da Inglaterra e do mundo.
Manchester United é um dos clubes com maior sucesso na Inglaterra, tendo sido campeão de 38 títulos importantes desde que Sir Alex Ferguson tornou-se treinador em 6 de novembro de 1986. Em 1968, se tornou o primeiro clube inglês a vencer a Copa dos Campeões, atual Liga dos Campeões, batendo o Benfica por 4–1, vencendo a segunda Liga dos Campeões em 1999, e a terceira em 2008. O United ultrapassou o seu maior rival, o Liverpool em conquistas no ano de 2011, ao atingir a marca de 19 títulos da Premier League.
Inicialmente um clube de média expressão no futebol inglês, tem sua história de conquistas confundida com a trajetória longeva de dois técnicos pela equipe, ambos escoceses e agraciados com o título de Sir após fazerem o clube conquistar a Europa: Matt Busby (que treinou o United de 1945 a 1969, além de um pequeno período de dezembro de 1970 ao início do verão de 1971) e Alex Ferguson, o maior técnico da história do clube (treinou o clube de novembro de 1986 a maio de 2013).
Desde a década de 1990, o clube tem sido um dos mais ricos do mundo e com a maior receita entre todos os clubes de futebol. Em fevereiro de 2012 foi classificado como o clube mais rico e valioso em qualquer esporte, com um valor estimado de € 490 milhões (R$ 1,1 bilhão). O Manchester United foi um dos fundadores do extinto G-14, grupo dos principais clubes do futebol europeu, e da sua substituição, a Associação Europeia de Clubes. O clube foi eleito pela FIFA o 2° maior clube de futebol do século XX e o primeiro entre todos os clubes ingleses. O time de Manchester é o maior vencedor da Inglaterra, em relação aos torneios nacionais que ainda são disputados.

## História

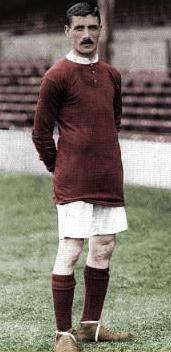
Billy Meredith.

### Primeiros anos (1878–1945)
Foi fundado em 1878 como Newton Heath L&YR Football Club, sendo o time dos operários do depósito da Lancashire and Yorkshire Railway no distrito de Newton Heath. Entrou, juntamente com outro time de Manchester, um certo Ardwick AFC, para a Liga de Futebol Inglesa em 1892, mudando de nome no ano seguinte para apenas Newton Heath Football Club.
O nome Manchester United Football Club veio apenas em 1902, quando o time, à beira da falência, conseguiu reestruturar-se com investimentos de John Henry Davies, empresário cervejeiro que comprou a equipe, sendo seu presidente até sua morte, em 1927. Foi de Davies a sugestão de alterar o uniforme: verde e dourado, que dividiam a camisa, foram substituídos por vermelho e branco. Na temporada 1905–06, conseguiu promover-se para a Primeira Divisão.
Aproveitando-se de uma punição imposta ao outro time da cidade, o ex-Ardwick (que, desde 1893 passara a chamar-se Manchester City), que estava pagando a seus jogadores salários superiores ao teto imposto pela Associação Inglesa de Futebol, o United provocou um primeiro atrito com o clube que seria seu rival: contratou alguns dos jogadores dele, suspensos até o ano novo de 1907. Dentre eles, o grande destaque do City, o "bruxo galês" Billy Meredith. Na primeira temporada com o elenco cheio de ex-jogadores do outro time, o United conquistou seu primeiro título no campeonato inglês.

Gráfico mostrando a evolução do Manchester United no futebol inglês desde que entrou como Newton Heath em 1892–93 até o presente

Na temporada seguinte, a de 1908–09, vieram os primeiros títulos na Supercopa da Inglaterra e na Copa da Inglaterra. Uma nova conquista só viria na de 1911–12, com o segundo título no campeonato inglês, na temporada que marcou a inauguração do novo campo, Old Trafford. Entretanto, a partir dali a equipe entrou em declínio, até sofrer seu primeiro rebaixamento, em 1922. Promovida novamente em 1925, voltaria a cair em 1931.
Em decadência na época, uniu-se ao concorrente Manchester City, em situação não muito melhor, para vetar a inclusão de um terceiro time da cidade na liga inglesa: o Manchester Central, clube surgido de dissidentes do mesmo City, revoltados com a saída deste da zona leste após perder seu estádio no local em um incêndio. Apesar de apoio popular ao Central, United e City conseguiram impor seu veto e a nova equipe fechou as portas em 1932.

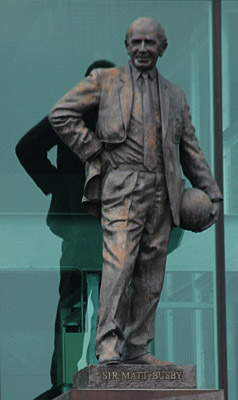
Estátua de sir Matt Busby.

O United, alternando na década de 1930 subidas e quedas entre a primeira e a segunda divisão, conseguir manter-se na elite durante a temporada de 1938–39. Depois dela, o campeonato foi interrompido pela Segunda Guerra Mundial.

### A era Busby (1945–1958)
Em 1945, com o fim da Guerra, um ex-jogador escocês que havia participado do conflito e conhecido entre os apreciadores de futebol na cidade por ter jogado pelo Manchester City chega para ocupar o cargo de técnico. Matt Busby veio não apenas para limitar-se a dar instruções táticas ao elenco, e sim para participar na contratação de novos jogadores e de dirigir os treinamentos pessoalmente, tarefa até então comumente feita apenas pela diretoria. Sua primeira contratação não é a de um jogador, mas a de um assistente, um ex-jogador galês que conhecera na guerra: Jimmy Murphy.
Os resultados logo aparecem: na primeira edição pós-guerra do campeonato, a de 1946–47, o United termina em segundo, apenas um ponto atrás do campeão Liverpool. Na temporada seguinte, novo vice no campeonato e título na FA Cup, primeiro troféu relevante que o clube conquista desde o título inglês de 1911. O terceiro vice na liga vem consecutivamente, e outro é tido em 1951. Até que, na temporada 1951–52, o United volta a ser campeão inglês após 51 anos.

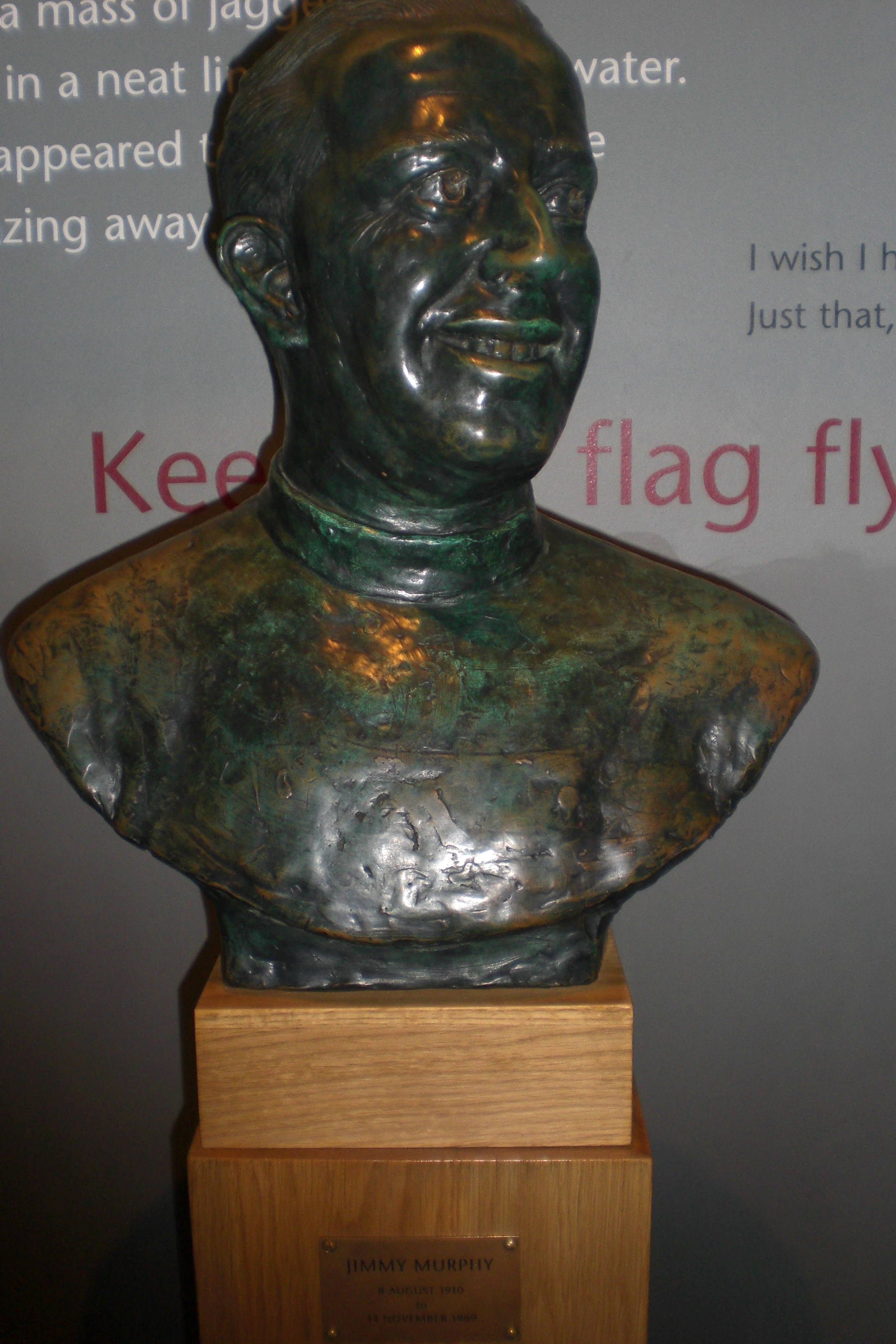
Jimmy Murphy.

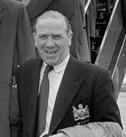
Matt Busby

Apesar do título, o clube ficaria longe dele pelas quatro temporadas seguintes. Foi então que Busby e Murphy coordenaram a ascensão de uma geração jovem no elenco. O plantel, com média de idade de 22 anos, assombraria o país ao reconquistar o campeonato na temporada 1955–56. Apelidados de Busby Babes (bebês de Busby), a safra marca 103 gols no processo, e fazem do United o primeiro clube inglês a competir na recém-criada Copa dos Campeões da UEFA, na temporada 1956–57, em que conquistam o bi nacional. No torneio europeu, só são parados nas semifinais, pelo detentor do título e força dominante do continente, o Real Madrid de Alfredo di Stéfano, mas Dennis Viollet termina como artilheiro, com nove gols.
Credenciados a participar pela segunda edição consecutiva da Copa dos Campeões devido ao bicampeonato inglês, o time tem de fretar um avião para poder disputar paralelamente os torneios nacionais com o europeu. Até que, em 6 de fevereiro de 1958, acontece uma das maiores tragédias relacionadas ao futebol: no viagem de volta para a Inglaterra após ter conseguido classificar-se para as semifinais da Copa dos Campeões em um 3–3 em Belgrado contra o Estrela Vermelha (derrotado previamente em Old Trafford por 2–1), o avião que leva jogadores e comissão técnica do time faz escala em Munique, na Alemanha Ocidental. A aeronave só consegue decolar na terceira tentativa, para logo em seguida desabar sobre a cerca do aeroporto e desintegrar-se em uma casa desabitada.

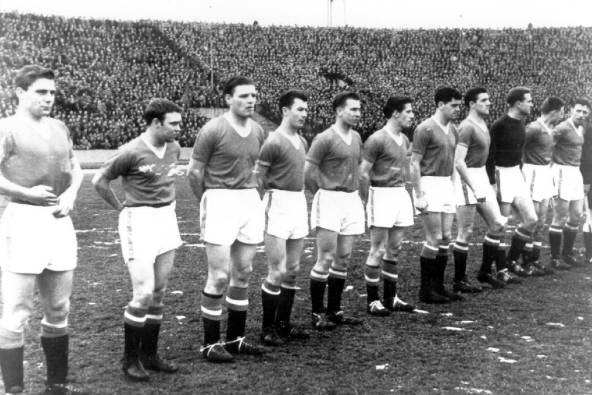
Os Busby Babes na última partida antes do desastre aéreo de Munique: da esquerda para a direita, Edwards, Colman, Jones, Morgans, Charlton, Viollet, Taylor, Foulkes, Gregg, Scanlon e Byrne. Em itálico, os sobrenomes dos que morreram.

O desastre aéreo de Munique provocou a morte, dentre outros passageiros, de oito jogadores do clube e de três membros da diretoria. Dos jogadores mortos, quatro já haviam chegado à Seleção Inglesa: o celebrado Duncan Edwards, tido como o grande craque do elenco, Tommy Taylor, Roger Byrne e David Pegg. Outro, Liam Whelan, também já jogava por sua seleção, a Irlandesa. O acidente também obriga outros dois jogadores a encerrar suas carreiras: Johnny Berry, também da Seleção Inglesa, e Jackie Blanchflower, da Norte-Irlandesa.
O técnico Busby é um dos mais gravemente feridos, chegando a receber a extrema unção duas vezes, mas sobrevive, bem como Bobby Charlton, Dennis Viollet, Bill Foulkes e Harry Gregg.

### Reconstrução, era Best e glória continental (1958–1971)
Murphy, que não estava no voo fatal por compromissos com a Seleção Galesa, ao qual comandara no dia anterior na partida de repescagem contra Israel que classificou o selecionado para a Copa do Mundo de 1958, passa a comandar interinamente o United. Consegue fazer a equipe em frangalhos chegar à final da Copa da Inglaterra, perdida para o Bolton Wanderers. Na semifinal da Copa dos Campeões, o time é eliminado pelos italianos do Milan.
Com Busby de volta, o United consegue ser vice-campeão inglês na primeira temporada após o acidente, a de 1958–59. No início da década que se segue, ordena a contratação de Denis Law, a quem convocara para a Seleção Escocesa no breve momento em que treinou paralelamente seu país, no segundo semestre de 1958, e autoriza a vinda de George Best, descoberto por um olheiro do clube na Irlanda do Norte. Ambos chegam em 1963 e logo participam do título da Copa da Inglaterra, o primeiro após Munique. Na temporada seguinte, consegue-se a segunda colocação no Campeonato Inglês.

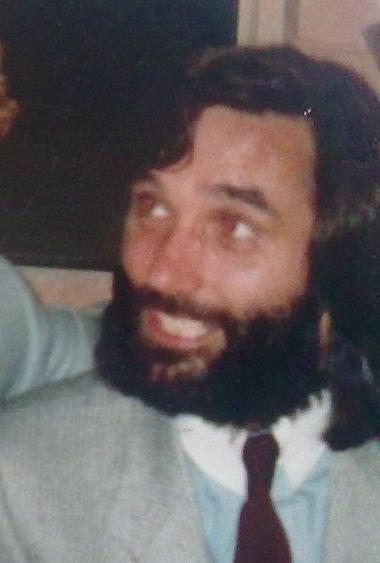
George Best.

Na edição 1964–65, o título é conquistado em disputa acirradíssima com o Leeds United. Após empate em números de pontos, vitórias, empates e derrotas, o troféu é decidido no goal average, quociente do número de gols marcados pelo do de gols sofridos. A temporada marca o início da rivalidade com o Leeds, onde joga Jack Charlton, irmão de Bobby: os dois times se enfrentam também na semifinal da FA Cup em dois jogos de bastante pancadaria, e a classificação dos adversários veio apenas com um gol os 44 minutos do segundo tempo da partida de volta. De volta à Copa dos Campeões na temporada seguinte como campeões ingleses, os vermelhos priorizam o torneio europeu, ficando apenas em quarto no inglês. Na Copa, o United encara nas quartas-de-final o poderoso Benfica de Eusébio, Coluna e José Torres. Após 2–1 em Old Trafford, o time consegue a classificação após fazer 5–1 em pleno Estádio da Luz, em atuação magistral de Best, autor de três gols, dois deles nos doze primeiros minutos. George Best depois disso se tornou um dos maiores ídolos do clube, sendo considerado por muitos críticos e fãs o maior deles.

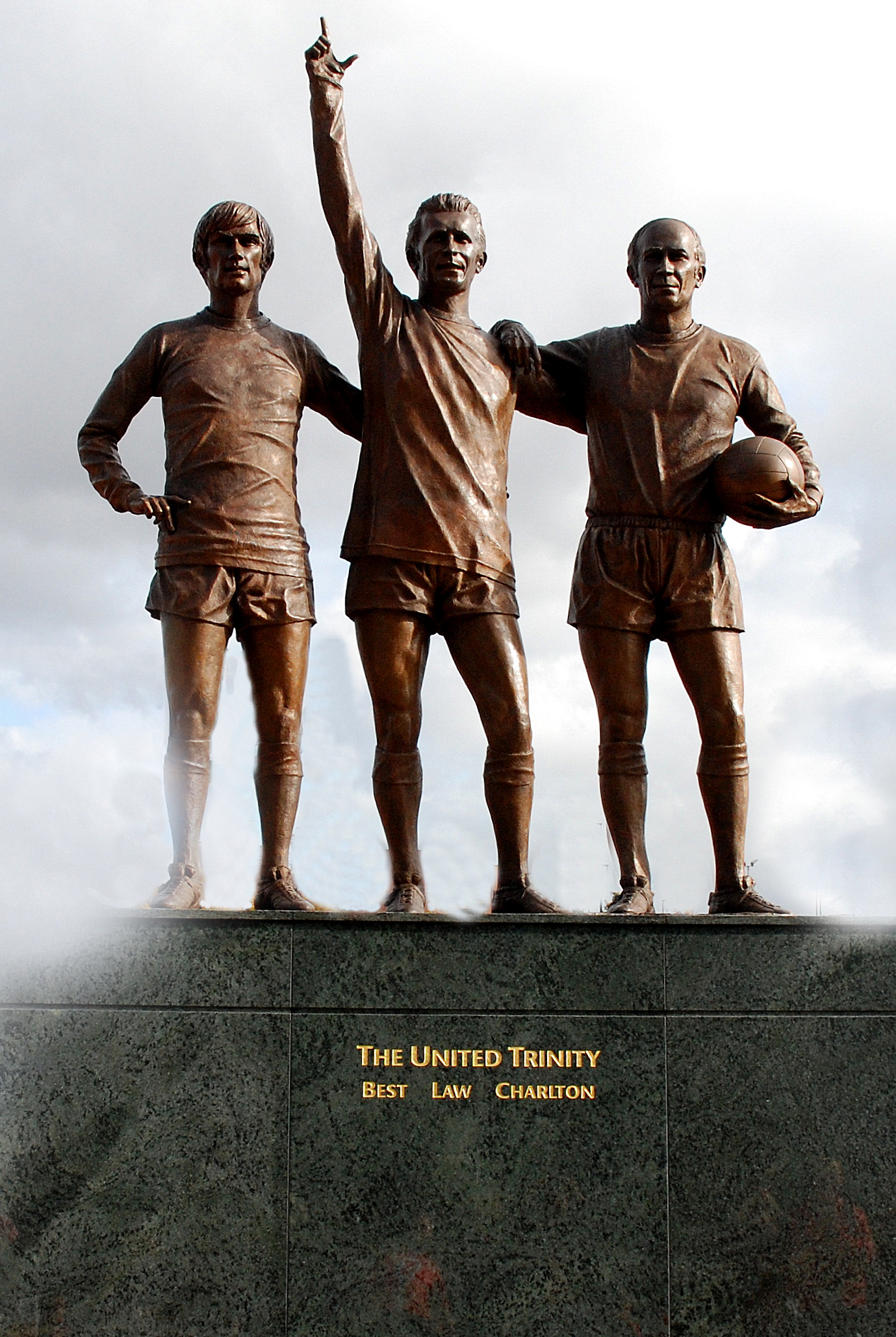
Na década de 1960, este trio, representante de três das quatro nações do Reino Unido, comandou o United: na ordem, o norte-irlandês George Best, o escocês Denis Law e o inglês Sir Bobby Charlton (estátua A Trindade do United, do lado de fora do Old Trafford).

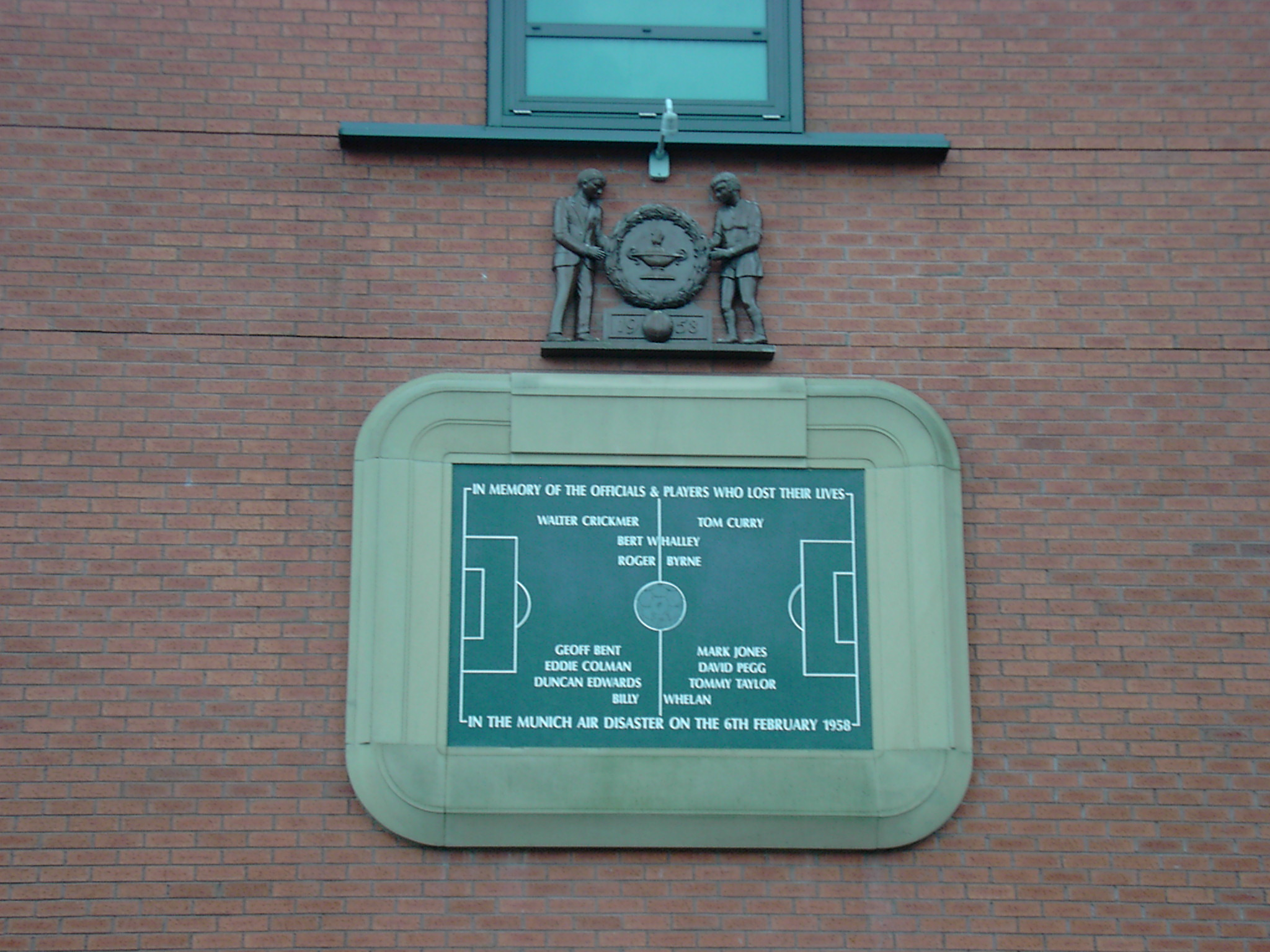
Homenagem aos jogadores do Manchester United mortos no Desastre aéreo de Munique no ano de 1958

Pelas semifinais, o time volta à Iugoslávia para realizar outro jogo em Belgrado, desta vez contra o Partizan, que o elimina. Na temporada seguinte, a de 1966–67, o time tem de voltar a se focar apenas no campeonato inglês e é novamente campeão. Novamente credenciado a representar na posterior a Inglaterra na Copa dos Campeões, o United procura conseguir ambos os troféus, inglês e europeu. A liga nacional, entretanto, é perdida por dois pontos de diferença para o rival Manchester City.
A decepção é superada com os Red Devils, apelido do time desde o início da década e já incorporado ao distintivo, vencendo a decisão da Copa dos Campeões em reencontro com Eusébio e os demais portugueses do Benfica. Em Wembley, o jogo termina em 1–1 no tempo normal e o United faz fulminantemente 3 gols na prorrogação, tornando-se o primeiro inglês a levantar o mais importante troféu europeu de clubes. Com o feito no turbulento ano em que completavam dez do acidente aéreo, a Rainha Elizabeth II concede a Busby seu título de Sir.
Ao final daquele ano, George Best (autor do terceiro gol do time na final) torna-se o terceiro jogador do elenco a receber a Bola de Ouro da France Football, depois de Denis Law (em 1964) e Bobby Charlton (em 1966; autor dos dois primeiros), mas a Copa Intercontinental é perdida para os argentinos do Estudiantes La Plata.
A seguir, ao fim do primeiro semestre de 1969, em que o United fica apenas na 11º colocação no campeonato inglês enquanto o rival Leeds ganha pela primeira vez após três vice-campeonatos seguidos, Busby decide deixar o cargo de técnico, que ocupara por vinte e quatro anos. Seu sucessor, o ex-jogador do time nos anos 1950 Wilf McGuiness (que não esteve em Munique por estar lesionado), não se dá bem, e Busby volta a comandar o time em dezembro de 1970, saindo definitivamente ao final da temporada 1970–71 para tornar-se membro da direção do clube. Quando saiu, o United era um dos quatro times que mais haviam vencido o campeonato nacional, com sete títulos, igualado a Arsenal, Everton e Liverpool, além de ser o único inglês campeão europeu. Antes de Busby, o clube era apenas o nono colocado nesse ranking de vencedores do campeonato.

### Nova decadência (1973–1986)
Com Bobby Charlton envelhecido, Denis Law idem e atormentado por lesões e com George Best entregue ao alcoolismo, o time não sai da má fase. Charlton e Law deixam o clube no meio de 1973; Best faz seu último jogo no clube em 1 de janeiro do ano seguinte. Sem Busby e o trio, o clube termina a temporada de 1973–74 melancolicamente em penúltimo, rebaixado para a Segunda Divisão pela primeira vez em quase quarenta anos. A humilhação é maior pela queda ter sido decretada em derrota no clássico contra o City, que venceu por 1–0 com gol de Law, à beira da aposentadoria. A única celebração é a concessão do título de Sir a Charlton, pois enquanto era rebaixado, o título ficava com os rivais do Leeds.

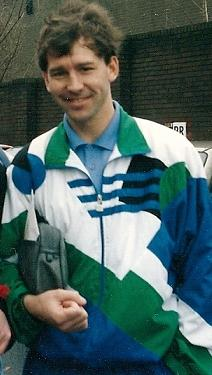
Bryan Robson, capitão entre 1982 e 1994.

O time logo volta à elite ao vencer a segunda divisão em 1975, e, para o deleita da torcida, vê o Leeds perder polemicamente a final da Copa dos Campeões da UEFA, mas ela não vê os Red Devils recuperarem a força de antes. Na temporada de volta à primeira divisão, vê o rival Manchester City disputar o título com o Liverpool, que termina vencedor. Este time, que já havia sido campeão na edição anterior do campeonato inglês (e também na de 1973, estando então com dez títulos e líder isolado dos vencedores ingleses), disputava paralelamente a Copa dos Campeões da UEFA por este título precedente. Ele avança na competição europeia e vai ficando perto daquilo que o United não conseguira: ser campeão dos dois torneios simultaneamente. Daí surge a rivalidade entre Reds e Red Devils, que extrapolará as rixas citadinas de cada um. O Liverpool consegue ser campeão inglês e chega à final da Copa dos Campeões, o mesmo com a Copa da Inglaterra. Determinado a impedir um ineditismo ainda maior, uma conquista tripla desse novo rival, um United em decadência vence por 2–1 o Liverpool na decisão da Copa da Inglaterra.
Os liverpuldianos, quatro dias depois, entretanto, conseguem ser o segundo time a trazer o troféu europeu para a Inglaterra, repetindo o feito na temporada seguinte. A rivalidade em relação ao Liverpool só aumenta com a continuação do sucesso do vizinho, que passa a dominar de vez o cenário nacional com outros oito títulos até 1990, além de conquistar novamente a Copa dos Campeões em 1981 e 1984. O outro time da cidade vizinha de Liverpool, o Everton, é quem aparece, já nos anos 1980, como principal antagônico à nova força. Além disso, outros dois clubes ingleses também vencem a Copa dos Campeões: o minúsculo Nottingham Forest também ultrapassa o United ao consegui-la duas vezes, além do Aston Villa, que se igualara aos diabos também em número de títulos ingleses, em 1981.

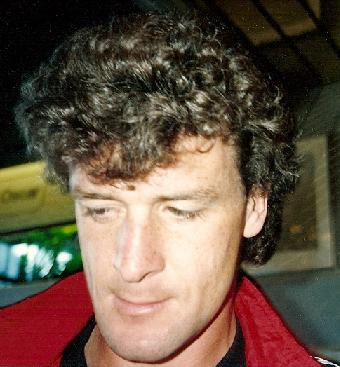
Mark Hughes.

O United, por sua vez, angaria um pouco do respeito perdido ao vencer duas Copa da Inglaterra de 1983 e 1985, com Busby na presidência do clube e com Ron Atkinson como técnico. Bryan Robson, Paul McGrath e Norman Whiteside e o goleador Mark Hughes são os ídolos do momento, embora não consigam superar o glorioso trio Best-Charlton-Law. Enquanto a rivalidade intermunicipal com o Liverpool se intensifica, a com o Leeds se enfraquece, com este time passando a década na segunda divisão.
No fim de 1986, com o United novamente ameaçado de rebaixamento, Atkinson é demitido. Para seu lugar, foi contratado Alex Ferguson, treinador da Seleção Escocesa Copa do Mundo daquele ano, e que fizera recente sucesso como técnico do Aberdeen no início da década comandando o time em três títulos no campeonato escocês em oito anos, em uma liga polarizada pelos tradicionais Celtic e Rangers, além dos troféus europeus da Recopa e Supercopa em 1983.

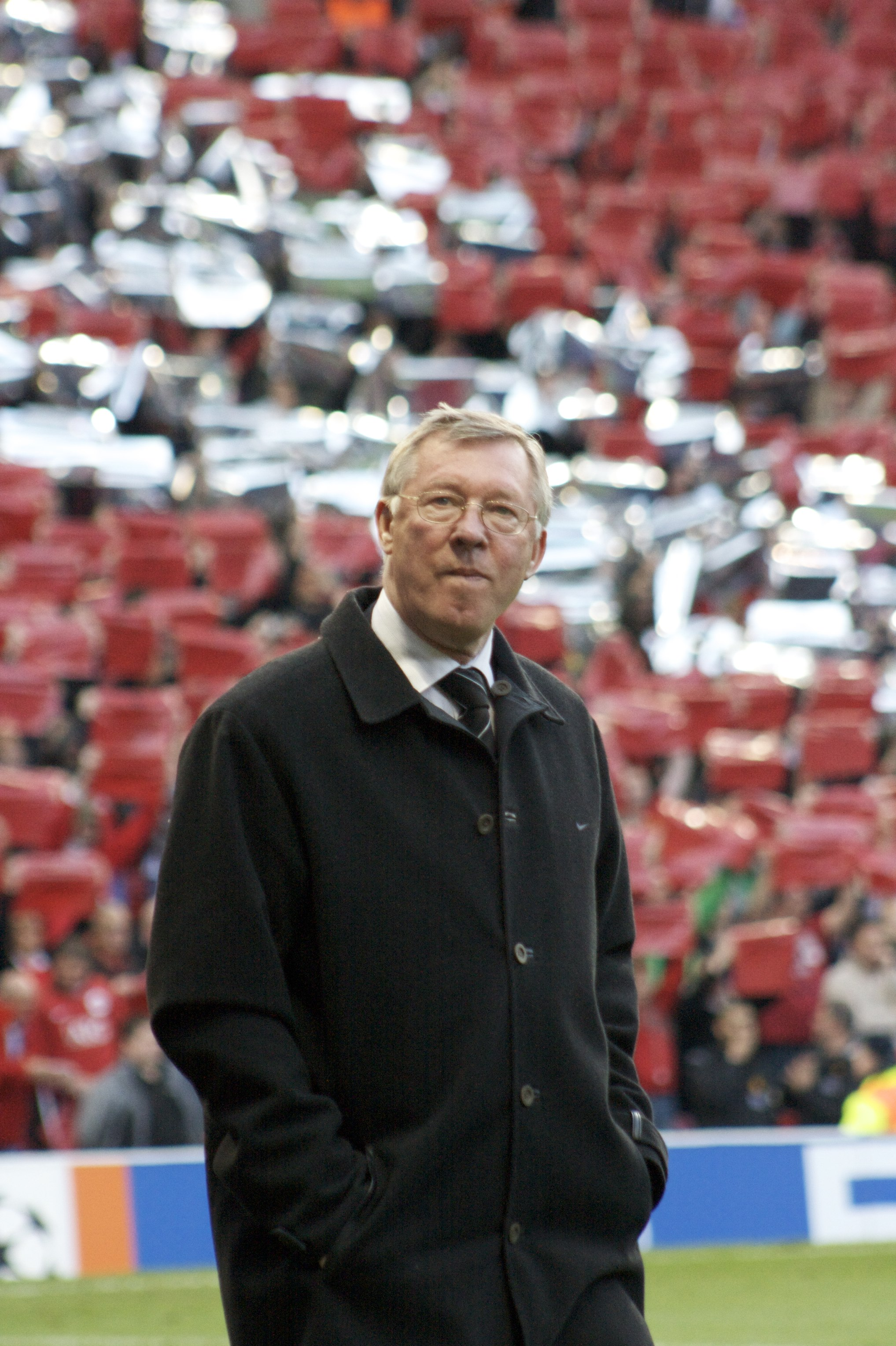
Sir Alex Ferguson.

### A Era Ferguson (1986–2013)
Antes da chegada de Ferguson no fim de 1986, o United detinha de sete títulos no campeonato inglês, sendo o quarto maior vencedor do torneio, igualado ao Aston Villa, e atrás de oito conquistas de Arsenal e Everton e dezesseis do rival Liverpool (os três últimos ganhariam posteriormente mais cinco, uma e duas vezes, respectivamente). Vinte anos depois, o decadente clube que vivia de glórias passadas teria, ainda contando-se apenas títulos no campeonato, doze novos troféus, sendo seu maior vencedor, superando seu rival Liverpool e com a diferença em relação ao Manchester City mais que triplicada. Tornou-se uma marca mundial e clube mais rico do mundo.
Alex Ferguson chega já impondo a disciplina que o caracterizaria e consegue fazer o United encerrar a temporada a salvo, em 11º. Para a temporada seguinte, manda trazer de sua Escócia natal o atacante Brian McClair e o goleiro Jim Leighton, além de Steve Bruce. O time consegue terminar em segundo. A satisfação não é total por o título ter ficado com o rival Liverpool, nove pontos à frente.

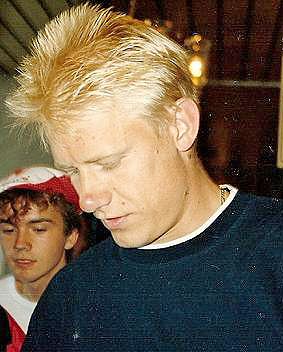
Peter Schmeichel.

O United, entretanto, não engata, nem com a volta de Hughes do exterior. Ferguson só saboreia seu primeiro título como técnico do clube em 1990, ao vencer a Copa da Inglaterra na final contra o Crystal Palace, após turbulenta temporada em que esteve próximo da demissão após humilhante derrota por 1–5 no dérbi contra o City.
O título da Copa credencia o time a disputar a Recopa Europeia na temporada 1990–91, em que o time fica em sexto no campeonato inglês, já com crias novas como Denis Irwin, Paul Ince, Lee Sharpe e Ryan Giggs, este um jovem galês que Ferguson descobrira na base do rival City três anos antes e trouxera imediatamente para Old Trafford.
O time chega à decisão do segundo troféu europeu em relevância. Pela frente, o favorito Barcelona, então campeão espanhol, de Ronald Koeman, Michael Laudrup, Julio Salinas e Ion Andoni Goikoetxea. Os Red Devils ganham por 2–1, com dois gols do já veterano Hughes. Ferguson promete que na temporada seguinte, virá o aguardado título inglês.

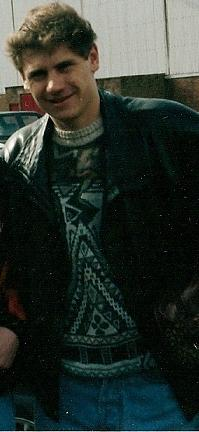
Andriy Kančelskis.

Para ela chegam dois novos futuros ídolos: da Dinamarca, o goleiro Peter Schmeichel; da então União Soviética, o meia ucraniano de origem lituana Andriy Kančelskis, que ficaria mais conhecido como Andrei Kanchelskis. O time, que em novembro vence o tira teima com o campeão da Copa dos Campeões (o Estrela Vermelha) na Supercopa Europeia, vence pela primeira vez a Copa da Liga Inglesa e lidera boa parte da nova liga, mas nela o título fica com o rival Leeds United, de volta à primeira divisão havia dois anos, reacendendo a rivalidade entre os dois United.

#### Domínio na Premier League eDoubles

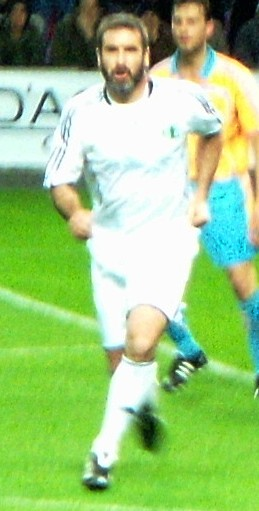
Éric Cantona.

A temporada posterior, a de 1992–93, marca a primeira edição do novo formato do campeonato, cuja divisão de elite passou a chama-se Premier League. O time inicia mal na nova liga, ocupando apenas o décimo lugar em novembro. Tudo muda com a chegada de Éric Cantona, vindo justamente do Leeds. O francês faz grande parceria com Kančelskis (agora russo) e Hughes e, após vinte e seis anos, o United é novamente campeão inglês, o primeiro sob o novo formato. Ferguson é eleito o técnico do ano pela primeira vez.
A seguinte foi ainda melhor: com Cantona e Kančelskis em grande fase, o time conseguiu pela primeira vez a chamada the double, a dupla conquista no campeonato e na Copa da Inglaterra, esta vencida de forma arrasadora por 4–0 sobre o Chelsea. Ficou também marcada pela vinda de outro futuro ídolo, o irlandês Roy Keane, e a saída de outro do passado, Bryan Robson, que fora capitão do elenco por doze anos. Bem diferente foi a seguinte: desfalcado do francês, que pegou longa suspensão após agredir torcedor adversário no jogo contra o Crystal Palace, e de Kančelskis, por lesão, o campeonato foi perdido na última rodada em empate em 1 x 1 com o West Ham United e o título ficou com o turbinado Blackburn Rovers. Na decisão da Copa da Inglaterra, o título foi perdido para o Everton.

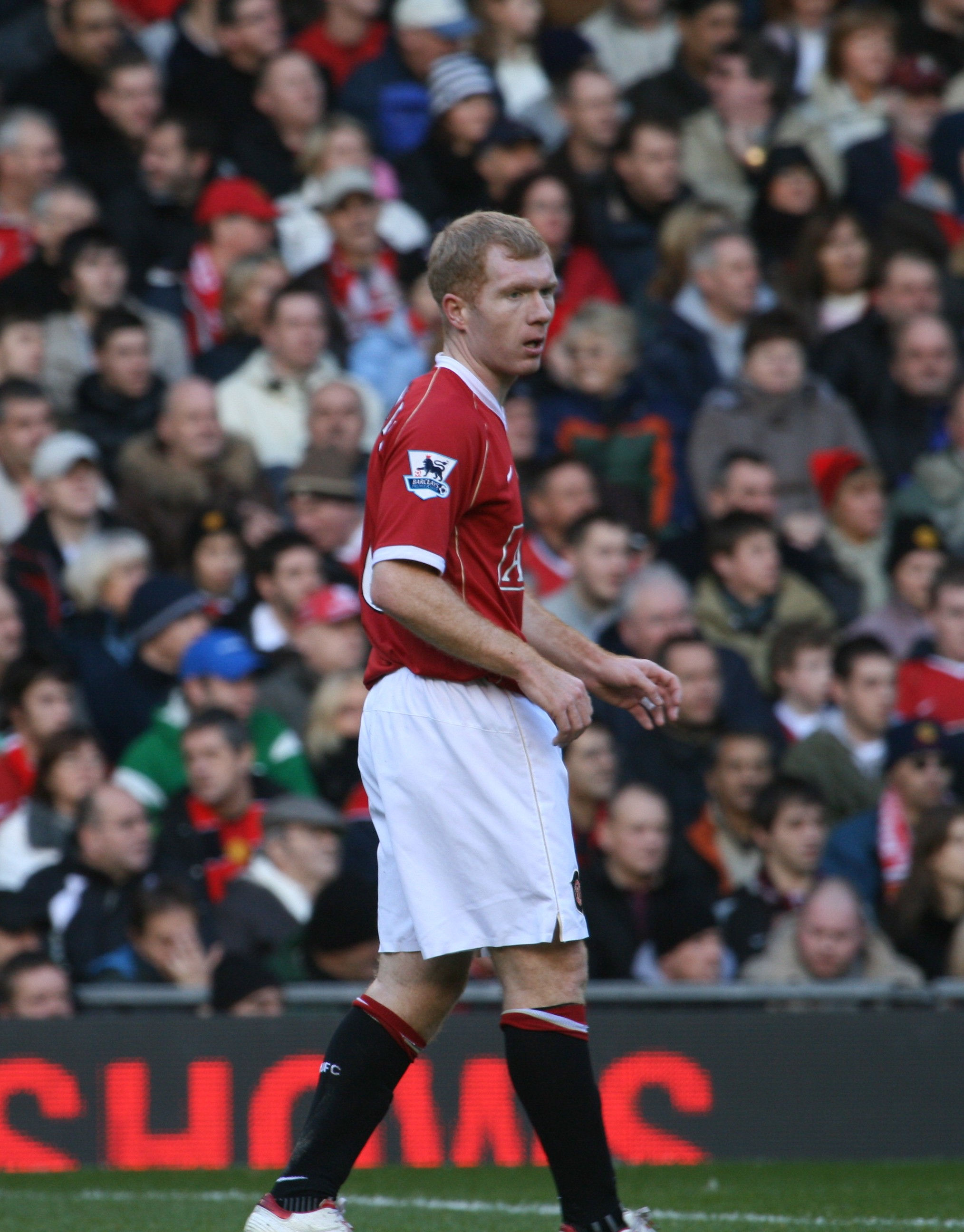
Paul Scholes.

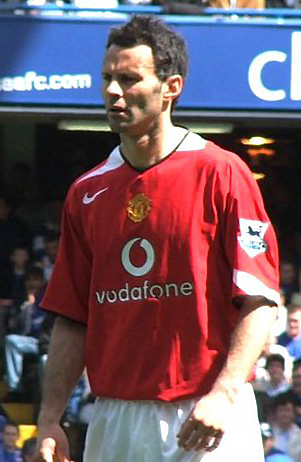
Ryan Giggs.

Para o próprio Everton Kančelskis, após recuperar-se, iria surpreendentemente embora, depois de briga com Ferguson. Quem ocuparia seu lugar na equipe seria David Beckham, desde 1993 no time, que já contava também Paul Scholes, Nicky Butt e os irmãos Gary e Phil Neville. Inicialmente, entretanto, os jovens receberiam o nada afetuoso apelido de Fergie's Fledglings, os "inexperientes de Fergie". Outro a sair repentinamente foi Hughes, vendido ao Chelsea. O United, que chegou a ficar quatorze pontos atrás do Newcastle United na edição que se seguiu da Liga, ressuscitou com a volta de Cantona da suspensão. A vantagem foi revertida e nova double veio, com sabor especial: a decisão da Copa da Inglaterra foi contra o rival Liverpool, que então decaía. O título veio com um simples 1–0 com gol do francês; além disso, o clube alcançava a segunda posição no ranking de campeões, igualando-se ao Arsenal, com dez conquistas para cada.
A temporada que se sucedeu, a de 1996–97, terminou com o quarto título na Premier League em cinco edições dela e com o United ultrapassando o Arsenal, somando o décimo primeiro campeonato inglês conquistado. Entretanto, ao final dela Cantona decide aposentar-se. O time havia chegado às semifinais Liga dos Campeões da UEFA, novo nome da antiga Copa dos Campeões, sendo eliminado pelo futuro campeão, o Borussia Dortmund, da Alemanha. Na temporada seguinte, a equipe, sentindo falta da liderança de Cantona, acabou perdendo o título inglês para o Arsenal, que deixava novamente ambos igualados em número de títulos no campeonato. O clube londrino e seu técnico que chegara naquela temporada, Arsène Wenger, iniciariam um período de rivalidade com os mancunianos e Ferguson, respectivamente.

#### Atreble
No verão de 1998 aportaram em Old Trafford aquele que fora escolhido o melhor atacante do campeonato anterior, o tobagense Dwight Yorke, além do zagueiro neerlandês Jaap Stam e o ala sueco Jesper Blomqvist. A temporada que se seguiu terminou como a mais memorável da história do clube, com uma inédita conquista tripla no futebol inglês, a treble que o United impedira o Liverpool de realizar em 1977: título no campeonato, na Copa da Inglaterra e na Copa dos Campeões, agora Liga. A Premier League é conquistada com um ponto de diferença sobre o Arsenal (novamente ultrapassado no número de conquistas), muito em conta pela dupla de ataque formada por Andy Cole e Yorke, que terminou como artilheiro. O caribenho foi o primeiro jogador do United a terminar na artilharia do campeonato desde George Best em 1968.

O feito nos outros torneios também teve requintes dramáticos: na Copa da Inglaterra, a vaga na final foi garantida após vitória na prorrogação sobre os novos rivais do Arsenal com o mais lembrado gol de Ryan Giggs (o galês aproveitou passe errado no meio de campo e, em arrancada fulminante, passou por quatro adversários, um duas vezes, antes de desferir forte chute no gol de David Seaman), tendo Schmeichel defendido pênalti de Dennis Bergkamp no último minuto do tempo normal. 

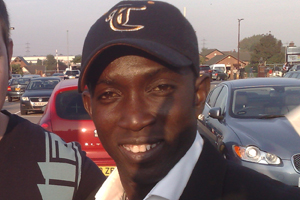
Dwight Yorke.

Na decisão, vitória por 2–0 sobre o Newcastle, gols do veterano Teddy Sheringham (no time desde a temporada anterior) e Paul Scholes. A semifinal da Liga incluiu derrota parcial por 0–2 para a Juventus na casa do adversário revertida para 3–2 (e o jogo inicial, em Manchester, fora empatado em 1–1 com gol de Giggs nos acréscimos) em noite inspirada de Roy Keane, autor do primeiro gol. A noite não lhe foi perfeita por ter levado cartão amarelo que lhe suspenderia da final.

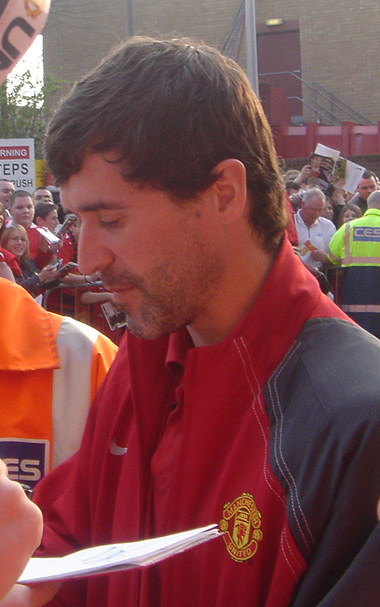
Roy Keane.

Decisão, contra o Bayern Munique, que seria mais inacreditável ainda: nos acréscimos, o substituto Sheringham empataria a partida em 1–1 contra o Bayern Munique e, a segundos do fim dos três minutos complementares dados pelo árbitro Pierluigi Collina, o norueguês e também substituto Ole Gunnar Solskjær entraria para a história do clube ao marcar a virada. O United era novamente campeão do troféu europeu mais importante depois de 33 anos. Um mês depois após a conquista continental, assim como concedera a Matt Busby, a Rainha Elizabeth II também condecorou Ferguson com o título de Sir. O título marcou a despedida do ídolo Schmeichel; The Great Dane havia acertado sua transferência para o Sporting Clube de Portugal.
Ao final do ano, o time venceria pela primeira vez a Copa Europeia/Sul-Americana de 1999, com vitória por 1–0 sobre a equipe brasileira do Palmeiras, gol de Keane aproveitando cruzamento de Giggs, eleito o melhor na partida. Assim, o United tornou-se o primeiro clube britânico campeão mundial.

#### 2000–2006

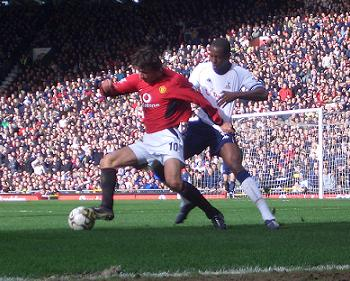
Ruud van Nistelrooy.

No início de 2000, o clube voltaria a disputar um mundial de clubes, desta a vez o primeiro realizado pela FIFA. O time terminaria eliminado na primeira fase pelo Vasco da Gama , em terceiro. Ao final do primeiro semestre, a decepção que poderia ter ficado é logo substituída por nova título inglês, e outro vem sem dificuldades em 2001, acertando ao final da disputa a contratação de Ruud van Nistelrooy, futuro goleador da equipe.
A série foi interrompida em 2002, em que o time, cujos reforços Fabien Barthez e Juan Sebastián Verón não corresponderam ao que se esperava, ficou em terceiro e viu o rival Arsenal, que havia aguentado um trivicecampeonato, garantir o título na penúltima rodada com vitória por 1–0 em Old Trafford. Naquele ano, após especulações de sua aposentadoria, Ferguson acertou sua permanência no cargo. No verão, vieram o zagueiro Rio Ferdinand pelo valor recorde de 30 milhões de libras em uma transferência britânica, e, para ser assistente de Ferguson, o português Carlos Queiroz. A transferência de Ferdinand foi um escândalo, por o jogador vir dos rivais do Leeds.

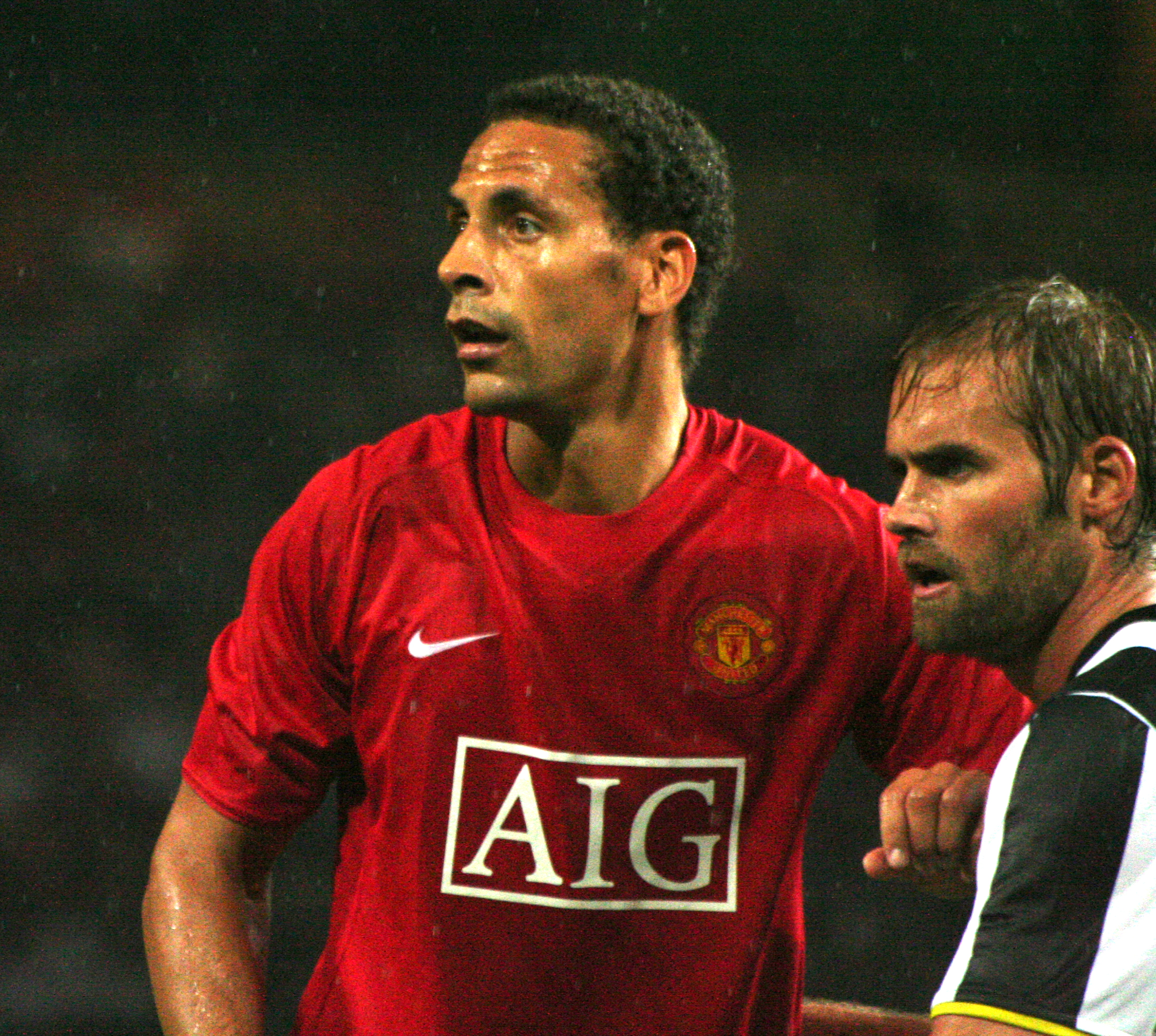
Rio Ferdinand.

A vingança sobre os Gunners veio ao fim da temporada 2002–03, com o United contando com a artilharia de Van Nistelrooy no campeonato (o neerlandês fizera 25 gols na Premier League — um a mais que o rival Thierry Henry, sendo 15 deles nas últimas dez partidas, ficando com 44 tentos no total da temporada), sagrando-se campeão após reverter uma vantagem de nove pontos que os rivais tinham a dois meses do fim do torneio. A que se seguiu não foi tão grandiosa: os Red Devils, cuja negociação com Ronaldinho Gaúcho para ocupar o lugar do ídolo Beckham (cedido ao Real Madrid) fracassou, ficaram apenas em terceiro e o título voltou para o Arsenal. Paralelamente, o United foi eliminado na Liga dos Campeões pelo Porto, futuro campeão.
O reforço Kléberson, que se tornou o primeiro brasileiro no United, vindo por sua destacada participação na conquista do pentacampeonato mundial em 2002 pela Seleção Brasileira e para ocupar a vaga de Verón (que foi para o Chelsea), desapontou, e não muito melhores foram os também primeiros estadunidense e camaronês no clube, respectivamente o goleiro Tim Howard e Éric Djemba-Djemba. Um outro reforço, desconhecido, também o primeiro jogador de seu país no clube, seria dado como promessa: o português Cristiano Ronaldo. Já sondado pelo United, foi imediatamente contratado após insistência dos próprios jogadores do clube após terem enfrentado-o (e perdido por 1–3) no amistoso de reinauguração do estádio do Sporting CP, onde o madeirense jogava. Seis dias depois, o futuro melhor jogador do mundo premiado pela FIFA em 2008 já se apresentava ao novo clube, ao lado de Kléberson.

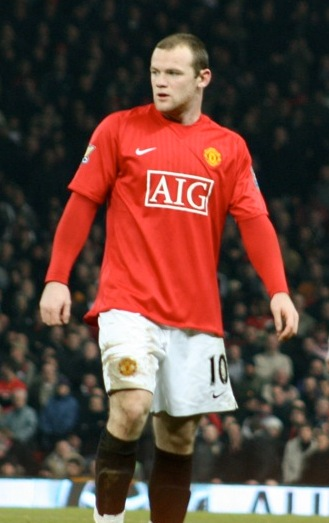
Wayne Rooney.

A temporada 2004–05 ainda não veria um United bem engrenado: o time, que trouxe a celebrada promessa do Everton Wayne Rooney, ficou novamente em terceiro lugar, com o título novamente indo para Londres, desta vez para o Chelsea, desperto desde a temporada anterior com sua compra pelo magnata russo Roman Abramovich. Nos Blues e em seu técnico, José Mourinho, os vermelhos e Ferguson veriam novos rivais. A rixa com o Arsenal teria seu último grande capítulo com a final da Copa da Inglaterra, perdida para os Gunners. O antigo rival do Liverpool ressurgia ao vencer a Liga dos Campeões. Já o Leeds jogava a temporada na segunda divisão e, para o ódio de sua torcida, via seu ídolo Alan Smith ir jogar nos Red Devils após declarações de que ficaria no Leeds mesmo com o rebaixamento e de que jamais jogaria no Manchester. Smith logo torna-se querido entre os fãs dos Devils.
A temporada de 2005–06 ficaria marcada não por títulos e sim por outros fatores: a compra do clube pelo norte-americano Malcolm Glazer, o que gerou protestos de partes dos fãs; alguns, mais exaltados, criaram um novo clube, o United of Manchester, após considerarem usar "Manchester Central"; os reforços do goleiro neerlandês Edwin van der Sar (que veio do Fulham para transmitir de volta segurança no gol do United, ausente desde a saída de Schmeichel e não-solucionada com os titulares seguintes, o australiano Mark Bosnich, o francês Barthez e Howard), do defensor francês Patrice Evra e dos primeiros asiático e sérvio no clube, respectivamente o sul-coreano Park Ji-Sung e Nemanja Vidić, este vindo em janeiro; e a saída do ídolo Roy Keane para o Celtic.

#### 2006–2011

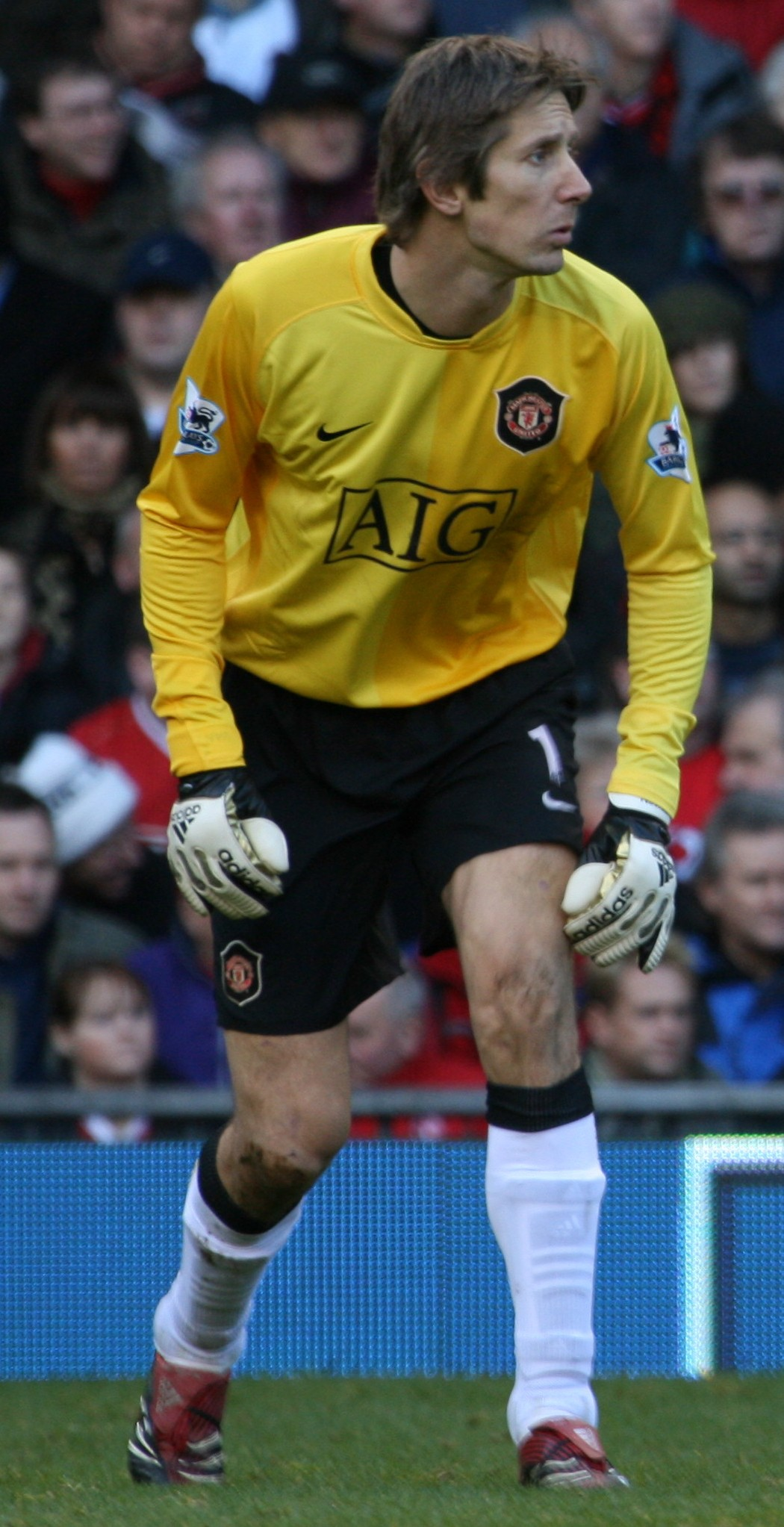
Edwin van der Sar.

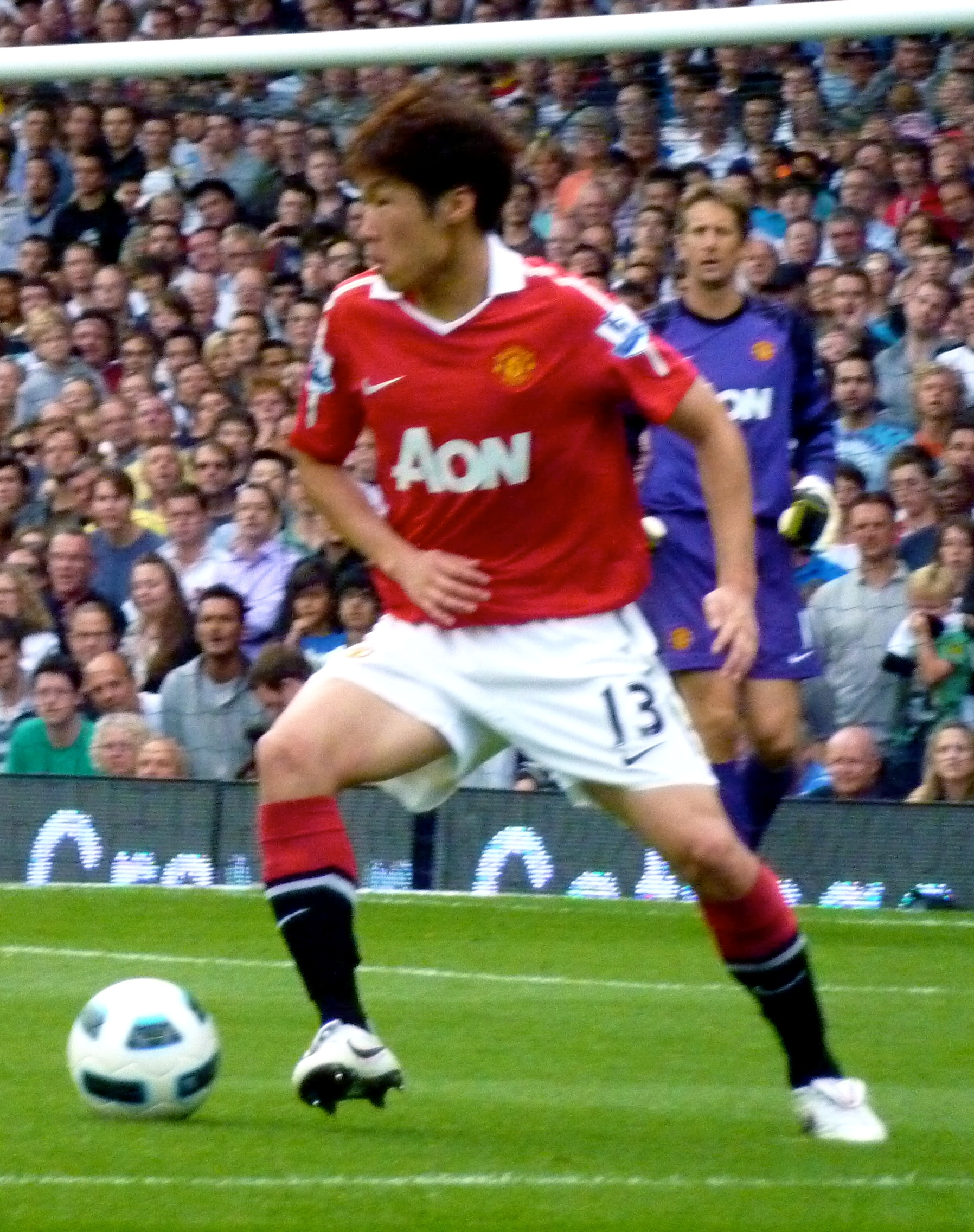
Park Ji-Sung.

Marcadora dos vinte anos de Ferguson junto ao United, temporada de 2006–07 marcou também um retorno ao sucesso do final do século anterior. A equipe começou desacreditada, boa parte em função da principal contratação ter sido gastar 18,6 milhões de libras pelo contestado Michael Carrick (vindo para substituir Keane), enquanto que, por 15 milhões de euros, ter se desfazido do ídolo Van Nistelrooy, que saiu às turras com Ferguson para o Real Madrid. Para surprir sua ausência, viria o sueco Henrik Larsson, para um curto período de três meses. Na Liga dos Campeões, o clube realizou uma das maiores goleadas da história da competição, ao vencer a Roma por 7–1 em Old Trafford, mas acabaria eliminado pelo eventual campeão, o Milan. Esta temporada marcou também a ascensão de Cristiano Ronaldo, que deixou de ser uma promessa para tornar-se de fato um jogador vitorioso, passando a ser presença constante nas escalações de Ferguson

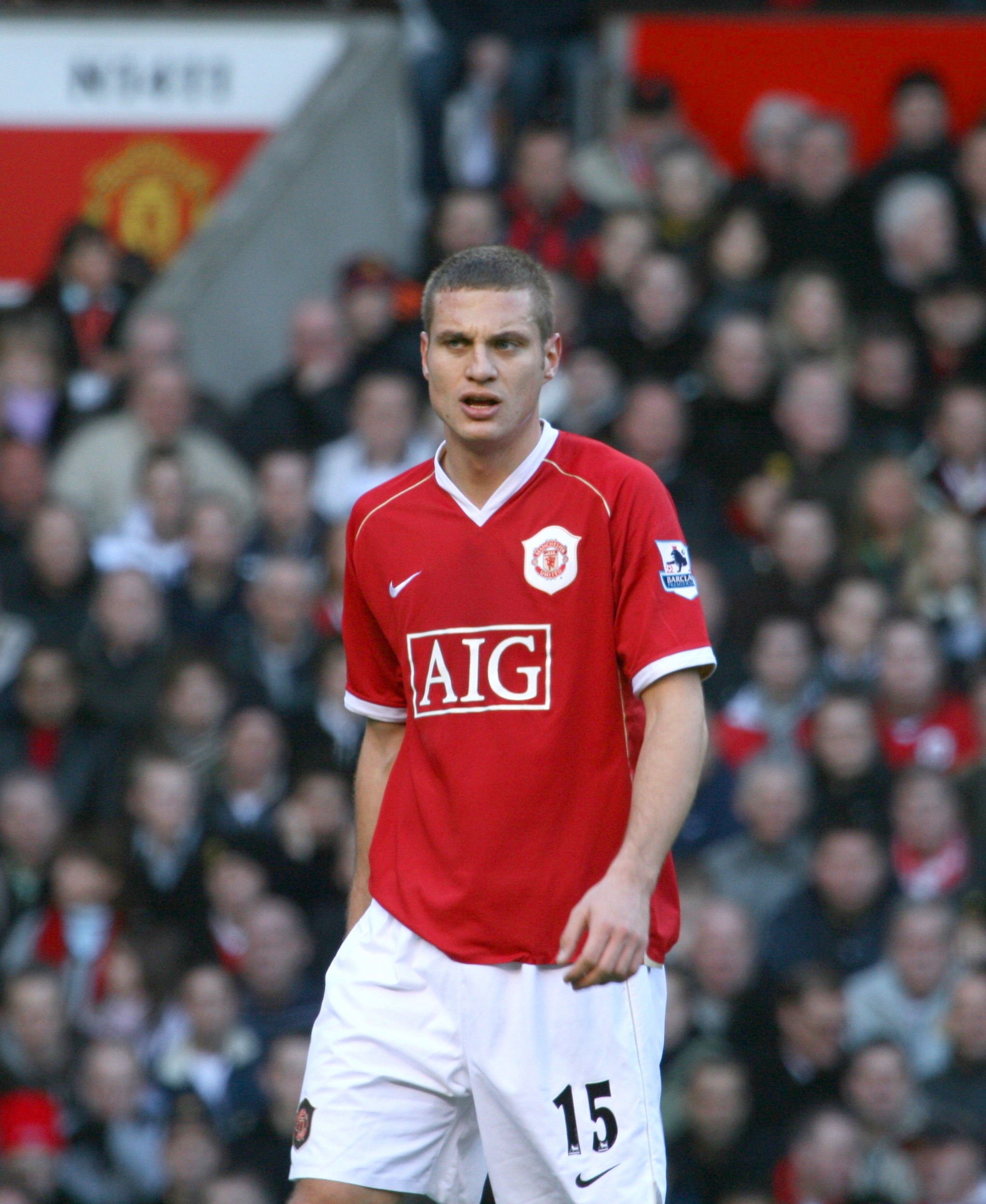
Nemanja Vidić.

A Premier League, que na temporada anterior havia ficado pelo segundo ano seguido com o Chelsea, voltou a ser conquistada, e de forma saborosa: o título foi decidido em vitória por 1–0 contra o Manchester City, no estádio do rival, com Van der Sar defendendo a dez minutos do fim o pênalti cuja conversão impediria a comemoração antecipada, tudo isso na rodada anterior ao do que poderia ser o confronto do ano, o jogo contra os londrinos. O clube de Stamford Bridge, entretanto, saiu vitorioso sobre o United na final da Copa da Inglaterra. Assim como viram o City no final dos anos 90, os fãs do United também veem os rivais do Leeds rebaixados à terceira divisão naquela temporada.
2007–08 viu a chegada de quatro reforços que logo se dariam bem no time: o canadense da Seleção Inglesa Owen Hargrouves, o brasileiro Anderson, o argentino Carlos Tévez e o luso-caboverdiano Nani que, como Cristiano Ronaldo, viera desconhecido do Sporting Clube de Portugal. Em disputa cada vez mais intensa contra o Chelsea, o United conseguiu superar o novo rival duas vezes: na Premier League, novamente levada para Old Trafford após um mau início, e na primeira decisão entre clubes ingleses na Liga dos Campeões. A final marcava a quebra do recorde de partidas pelo United, com Ryan Giggs superando Sir Bobby Charlton. Giggs já havia igualado-o em grande estilo, marcando um dos gols da vitória por 2–0 sobre o Wigan Athletic fora de casa que garantiu o título inglês, na última rodada. Com isso, o clube passou a ficar a apenas um novo título para igualar-se ao rival Liverpool.

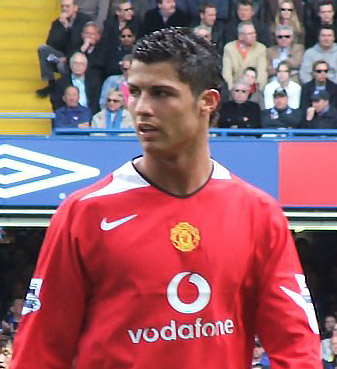
Cristiano Ronaldo.

Em sua melhor fase, que lhe renderia a Bola de Ouro ao final do ano e depois o Prêmio de Melhor Jogador do Mundo pela FIFA, o português Cristiano Ronaldo (que tornaria-se o quarto vencedor do prêmio da France Football e o primeiro da FIFA pelo clube, sendo também o primeiro chuteira de ouro europeu pelo United, com sua artilharia de 31 gols no campeonato — no total na temporada, foram 44 gols em 49 jogos) abriu o placar da final, posteriormente empatado pelo capitão adversário, Frank Lampard. Na decisão por pênaltis, Ronaldo não conseguiu converter, pois seu pênalti foi defendido Petr Čech. O United esteve a um pênalti da derrota, salvando-se com o erro do zagueiro John Terry. Em sua noite recordista, Giggs deixaria posteriormente o United em vantagem, já nas cobranças alternadas. O chute do cobrador adversário seguinte, o francês Nicolas Anelka, esbarrou na defesa do novo heroi, Van der Sar, dando aos Red Devils seu terceiro título no torneio. Para a torcida, o sabor foi ainda melhor pelo fato do jogador adversário ter defendido os outros rivais do Arsenal, Liverpool e Manchester City anteriormente. Em dezembro, conquistou seu segundo título mundial, o primeiro no Mundial de Clubes da FIFA, com a vitória por 1–0 em cima dos equatorianos da LDU Quito, com um gol de Wayne Rooney aos 28 minutos do 2º tempo. A partida, realizada já durante a temporada 2008–09, foi a primeira etapa de grande ambição que os Red Devils tinham para ela, o de, dez anos após a treble, superar a própria marca e conquistar cinco troféus simultâneos. Além de campeonato, Copa da Inglaterra e Liga dos Campeões, o outro seria a da secundária Copa da Liga Inglesa, vencida em fevereiro sobre o Tottenham Hotspur, de onde saíra o reforço mais badalado do United para a temporada, Dimitar Berbatov (primeiro jogador búlgaro do time). O sonho de uma eventual quintuple, entretanto, acabou em maio, quando o United caiu nos pênaltis para o Everton nas semifinais da Copa da Inglaterra.
Se a ambição máxima para a temporada já havia terminado, ainda assim o clube teve uma grande satisfação: na penúltima rodada do campeonato inglês, garantiu com folga seu 18º título, igualando-se ao rival Liverpool entre os maiores vencedores, em uma temporada com destaque para as revelações Federico Macheda (italiano que marcou em duas partidas seguidas o gol da vitória, ajudando o time a superar má fase momentânea), Jonny Evans e os Da Silva Twins, os brasileiros Fábio e Rafael. A conquista foi selada com um empate sem gols contra o Arsenal, a quem o United encontrara dias antes nas semifinais da Liga dos Campeões. Sem a mesma animosidade de antes, os antigos rivais encontram-se pela primeira vez no torneio e os mancunianos superaram facilmente os londrinos, classificando-se para sua segunda final seguida do torneio com vitória por 3–1 em pleno Emirates Stadium.

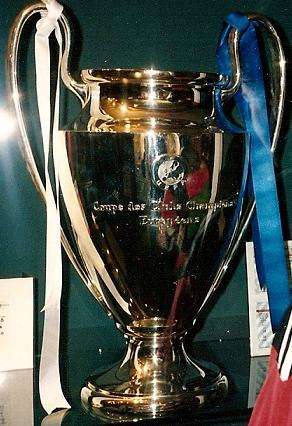
Titulo da Champions League 2007–08

A final seria contra o Barcelona, constituindo um grande tirateima entre os dois melhores jogadores do mundo: Cristiano Ronaldo e o astro do oponente, Lionel Messi. Em noite apática do United, o time espanhol e seu craque argentino deram-se melhor: ele fez um dos gols da vitória por 2–0 da equipe catalã, fazendo os Red Devils perderem a invencibilidade de vinte e cinco jogos que tinham na competição e a invencibilidade em qualquer final de torneios internacionais em toda sua história. A partida acabou sendo o último jogo de Ronaldo no clube: duas semanas depois, o ídolo acertou sua transferência para o Real Madrid, que já o assediara anteriormente.
Insatisfeito com a reserva do clube, Tévez também veio a se retirar do clube, indo para o rival Manchester City. Dentre as contratações, foram contratados Gabriel Obertan do Bordeaux, Antonio Valencia do Wigan e jogador da Seleção Equatoriana e a grande surpresa Michael Owen, vindo do Newcastle e ex-ídolo do rival Liverpool. Owen teria seu grande momento ao desempatar um dérbi contra o City de Tévez aos 52 minutos do segundo tempo, deixando a partida em 4–3.
Os duelos contra o City se incendeiam no decorrer da temporada, fazendo Ferguson tomar a incomum decisão de escalar titulares na Copa da Liga Inglesa, quando o time enfrenta o rival local. O City vence a partida de ida com dois gols de Tévez, que provoca o ex-time. Na partida de volta, o United abre 3–0 e vê um determinado Tévez diminuir. Rooney, novamente protagonista-mor do United, marca nos acréscimos e sela a classificação vermelha. Na outra Copa, a FA Cup, ressurge momentaneamente a rivalidade com o Leeds, que faz Ferguson experimentar pela primeira vez uma eliminação no torneio na terceira fase e para um clube de divisão inferior.
Na temporada 2010–11 o Manchester United anunciou as contratações do português Bebé,do mexicano Chicharito e do zagueiro inglês Chris Smalling, sendo que estes dois últimos fizeram sucesso e conquistaram espaço no elenco. o Manchester foi Campeão Inglês e chegou a final da Liga dos Campeões, sendo novamente derrotado pelo Barcelona por 3–1.
Já na temporada 2011–12, os Uniteds começaram mal devido à derrota para seu maior rival Manchester City por 6–1. Com seu rival em ascensão, o Red Devils pouco brilhava, até que uma polêmica relacionada ao jogador Tévez desestruturou seus rivais Citizens, mudando totalmente a campanha dos dois times e deixando o United na liderança com uma vantagem de 8 pontos sobre o segundo colocado, Manchester City. Nos últimos dez jogos, os Citizens voltaram a brilhar de um modo que ficavam apenas 3 pontos atrás dos Uniteds. Em um jogo decisivo valendo a 36ª rodada da Barclays e a liderança do campeonato, os citizens venceram os red devils e se postaram na liderança pela vantagem de gols. Seguido de duas vitórias dos dois times, o Manchester United terminou o campeonato em segundo lugar, perdendo a liga para seu rival Manchester City, que leva o título com uma vitória dramática sobre o Queens Park Rangers com dois gols nos acréscimos. Assim, o United termina a temporada 2011–12 sem ganhar nenhum título e arrecadando um enorme prejuízo.

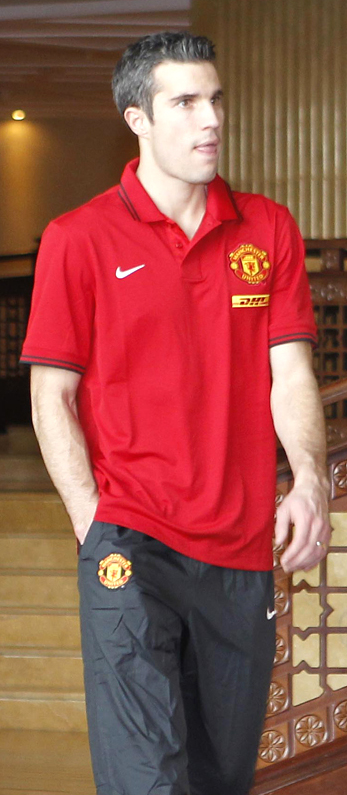
Robin Van Persie

Na temporada 2012–13, disposto a buscar o título novamente, o United contrata o atacante Holandês Robin van Persie junto ao Arsenal por 23 milhões de libras e o meia Japonês Shinji Kagawa junto ao Borussia Dortmund por 15 milhões de euros. Liderado pelo holandês, o United foi arrasador, ganhando 28, dos 38 jogos (5 derrotas e 5 empates) na Premier League e conquistando seu vigésimo título inglês com 4 rodadas de antecedência, num jogo contra o Aston Villa que o United ganhou por 3–0, com um magnífico hat-trick de van Persie. Robin foi o goleador máximo da equipe com 26 gols, sendo também o artilheiro isolado da competição. Infelizmente o clube não conseguiu atingir o sucesso na Liga dos Campeões, sendo eliminado pelo Real Madrid em pleno Old Trafford por 2–1, em partida cheia de polêmica, onde o árbitro Turco Cüneyt Çakır expulsou o jogador do United Nani. Nesse jogo, o United dominava o Real completamente, mas após a expulsão, acabou por ceder a vitória ao adversário.

### 2013–presente
Apesar do sucesso na temporada 2012–13, ela acabou marcada pelo anúncio da aposentadoria de Sir Alex Ferguson, após 27 anos no comando do clube. No dia 8 de maio de 2013, após várias especulações, o Manchester United anunciou que Sir Alex iria se aposentar e não seria mais treinador da equipe após o término da temporada. Foi daí que o Man United começou ir a desgraça, quando foi sucedido por David Moyes, ex-treinador do Everton. Ao fim desta era, foram 38 títulos, sendo 13 Barclays Premier League e 2 Liga dos Campeões da UEFA.
A passagem de Moyes por Old Trafford foi desastrosa. O United, que nunca havia terminado abaixo do 3º lugar na era Premier League, acabou numa vergonhosa 7ª colocação e fora de qualquer competição europeia na temporada seguinte. Além disso, somaram-se derrotas humilhantes, como um 4x1 para o Manchester City, jogando na casa rival, e dois 3x0 dentro de Old Trafford, exatamente contra os odiados Liverpool e — mais uma vez — City. Como não poderia deixar de acontecer, o escocês acabou demitido antes do final do campeonato, com Ryan Giggs comandando a equipe nos últimos jogos, chegando também a jogar alguns deles.
Após a Copa do Mundo, o renomado holandês Louis van Gaal, que levara a seleção de seu país ao 3º lugar no Mundial, assumiu o comando técnico do Manchester United. Apesar da primeira temporada sem títulos conseguiu classificar sua equipe para os playoffs da UEFA Champions League 2015–16 ao terminar na 4ª colocação da Premier League. No entanto, a segunda temporada ficou marcada pela queda na fase de grupos na Champions League e a queda para o Liverpool nas oitavas-de-final da Europa League. Pela 3ª vez consecutiva, ficou fora da disputa pelo título, findando na 5ª colocação apesar dos gastos vultuosos de Louis Van Gaal na janela de transferências. Todavia, o United conseguiu vencer a FA Cup pela 12ª vez, encerrando um jejum de títulos nesta competição e igualando o número de títulos do Arsenal. Apesar do triunfo, o holandês foi demitido do cargo e José Mourinho o substituiu a partir de 27 de Maio, assinando um contrato de 3 temporadas.
Na sua primeira temporada, o português apenas conduziu os mancunianos até ao sexto lugar na Premier League de 2016–17. Porém, obtivera os títulos na Europa League (primeira conquista do clube nessa competição) e na Copa da Liga pela quinta vez, além da 21ª conquista da Community Shield. Wayne Rooney viria ainda a marcar seu 250º gol pelo clube antes de sua saída para seu clube de formação, o Everton, ultrapassando o recorde previamente estabelecido por Bobby Charlton.
No dia 8 de agosto de 2017, o United perde a Supercopa da UEFA para o Real Madrid por 2–1 na Philip II Arena em Skopje. A temporada 2017–18 teve altos e baixos, sendo que a eliminação para o Sevilla nas oitavas-de-final da Liga dos Campeões acabou pesando para que o segundo lugar na Premier League fosse uma obrigação, aliados à eliminação para o Bristol City na Copa da Liga e derrota na final por 1–0 para o Chelsea na Copa da Inglaterra.
A temporada 2018–19 teve um começo desastroso, com a derrota para Tottenham por 3–0 em pleno Old Trafford, além de outros resultados negativos que colocava os Red Devils longe da disputa por uma vaga na Champions League e com destaque para a derrota frente ao Derby County que eliminou o clube da Copa da Liga ainda na segunda fase. Mas a situação mudou com a saída de Mourinho e a chegada do norueguês Ole Gunnar Solskjær. O Manchester engatou uma série de vitórias, indo parar em 4° lugar na Premier League e ainda protagonizou uma reviravolta diante do Paris Saint-Germain nas oitavas de final da Liga dos Campeões. Depois de ser derrotado em casa por 2–0 pelo time parisiense, o United venceu no Parc des Princes por 3–1, se classificando para as quartas de final. Mas a boa fase não durou muito tempo, pois o clube caiu para o Barcelona, perdendo os dois jogos, sendo um 3–0 no Camp Nou e antes desse jogo uma derrota por 1–0 no Old Trafford. Pouco depois caiu também na FA Cup, diante do Wolverhampton e voltou a acumular uma série de derrotas na Premier League, inclusive um sonoro 4–0 do Everton e uma derrota para o rival City por 3x1 em casa. Assim o United saiu do top 4 e parou em 6°, colocação onde encerrou o campeonato, não conseguindo nem ao menos superar os já rebaixados Huddersfield Town e Cardiff City nas duas últimas rodadas. O United empatou com o último colocado, Huddersfield, por 1–1 e encerrou sua participação na Premier League de forma melancólica, com a derrota em casa para o Cardiff por 2x0.

## Escudo e cores
O brasão do clube é derivado do brasão de armas do Manchester City Council, embora tudo o que resta dele no brasão atual seja o navio a toda vela. O diabo vem do apelido do clube "The Red Devils"; foi incluído nos programas e lenços do clube na década de 1960, e incorporado ao escudo do clube em 1970, embora o escudo não tenha sido incluído no peito da camisa até 1971.
O uniforme de Newton Heath em 1879, quatro anos antes de o clube disputar sua primeira partida oficial, foi documentado como "branco com cordão azul". Acredita-se que uma fotografia da equipe Newton Heath, tirada em 1892, mostre os jogadores vestindo camisetas vermelhas e brancas quadriculadas e calças azuis marinho. Entre 1894 e 1896, os jogadores vestiram camisetas verdes e douradas que foram substituídas em 1896 por camisas brancas, que foram usadas com shorts azul marinho.
Após a mudança de nome em 1902, as cores do clube foram alteradas para camisas vermelhas, shorts brancos e meias pretas, que se tornou o kit padrão da casa do Manchester United. Poucas mudanças foram feitas no kit até 1922, quando o clube adotou camisas brancas com um "V" vermelho escuro ao redor do pescoço, semelhante à camisa usada na final da FA Cup de 1909. Eles permaneceram parte de seus kits caseiros até 1927. Por um período em 1934, a camisa de mudança de arco branco e cereja tornou-se as cores da casa, mas na temporada seguinte a camisa vermelha foi recolhida após a menor colocação do clube na liga, com a 20ª colocação em a Segunda Divisão e a camisa de arco voltaram a ser a mudança. As meias pretas foram alteradas para brancas de 1959 a 1965, onde foram substituídas pelas meias vermelhas até 1971 pelas brancas usadas na ocasião, quando o clube voltou a ser preto. Shorts pretos e meias brancas às vezes são usados com o uniforme 1, mais frequentemente em jogos fora de casa, se houver um confronto com o kit do adversário. Para 2018–19, shorts pretos e meias vermelhas se tornaram a principal escolha para o kit doméstico. Desde 1997–98, as meias brancas têm sido a escolha preferida para os jogos europeus, que são normalmente disputados durante a semana, para ajudar na visibilidade do jogador. O kit caseiro atual é uma camisa vermelha com a marca registrada Adidas três listras vermelhas nos ombros, shorts brancos e meias pretas.
A faixa de distância do Manchester United sempre foi uma camisa branca, shorts pretos e meias brancas, mas houve várias exceções. Isso inclui uma faixa totalmente preta com enfeites azuis e dourados entre 1993 e 1995, a camisa azul marinho com listras horizontais prateadas usada durante a temporada de 1999–2000, e o kit para fora de 2011–12, que tinha um corpo em azul royal e mangas com aros feitos de pequenas riscas azul marinho meia-noite e pretas, com calções pretos e meias azuis. Um kit fora de casa todo cinza usado durante a temporada de 1995–96 foi descartado após apenas cinco jogos; em sua partida final contra o Southampton, Alex Ferguson instruiu a equipe a mudar para o terceiro kit durante o intervalo. A razão para a queda foi que os jogadores alegaram ter dificuldade em encontrar seus companheiros de equipe contra a multidão, o United não conseguiu vencer um jogo oficial com o kit. Em 2001, para comemorar 100 anos como "Manchester United", um kit reversível branco e dourado foi lançado, embora as camisetas do dia do jogo não fossem reversíveis.
O terceiro kit do clube geralmente é todo azul; este foi o caso mais recentemente durante a temporada de 2014–15. As exceções incluem uma camisa verde e dourada pela metade usada entre 1992 e 1994, uma camisa listrada azul e branca usada durante as temporadas de 1994–95 e 1995–96 e uma vez em 1996–97, um kit totalmente preto usado durante a temporada 1998–99 vencedora do Treble, e uma camisa branca com listras horizontais pretas e vermelhas usada entre 2003–04 e 2005–06.  De 2006–07 a 2013–14, o terceiro kit foi o kit ausente da temporada anterior, embora atualizado com o novo patrocinador do clube em 2006–07 e 2010–11, exceto em 2008–09, quando um kit totalmente azul foi lançado para marcar o 40º aniversário do sucesso da Taça dos Clubes Campeões Europeus de 1967–68.

## Estádio
O estádio do United é o Old Trafford, apelidado de Teatro dos Sonhos por Sir Bobby Charlton, é o segundo maior da Inglaterra e o maior estádio particular de toda a Grã-Bretanha. Após as obras de modernização, o estádio teve sua capacidade aumentada para cerca de 76 000 espectadores. Famoso pela sua média de público de 75, 76 mil torcedores por jogo, o Manchester praticamente não vende bilhetes para os jogos no Old Trafford, sendo estes comprados basicamente no início da temporada pelos sócios mais antigos, sendo que o clube possui cerca de 150.000 sócios e existem filas de 4 anos entre eles só para poderem adquirir um season ticket (o ingresso válido para uma temporada inteira), que pode rondar a quantia de 2 000 euros.
| Panorâmica de Old Trafford. |

## Rivalidades
O Manchester City é o rival local do Manchester United na cidade, protagonizando o dérbi de Manchester. Billy Meredith, Denis Law, Peter Schmeichel e Carlos Tévez são figuras de destaque que já representaram ambos os clubes. As animosidades entre eles começaram nos anos 1960, quando o United rebaixou o City. Antes disso, era comum que torcedores de um clube assistissem amistosamente aos jogos do outro, e toda a cidade se uniu em luto após a tragédia de Munique.
Por outro lado, a principal rivalidade e também a mais intensa do United é com o Liverpool, que também nutre um sentimento recíproco, ambos protagonizam o North West Derby, Esta rivalidade se intensificou a partir dos anos 1970, quando o Liverpool dominou o cenário inglês e europeu, enquanto o United, que foi forte nos anos 60, enfrentava um período de decadência. A partir dos anos 90, os Red Devils recuperaram sua força. Peter Beardsley, Paul Ince e Michael Owen são exemplos de jogadores que vestiram as duas camisas. As rivalidades com Liverpool e City são as mais tradicionais.
Antes de rivalizar com o Liverpool, porém, o United tinha o Leeds United como seu principal adversário intermunicipal. Essa rivalidade teve seu ápice em 1965, quando disputaram acirradamente o título inglês, decidido apenas nos critérios de desempate. A relação histórica entre Manchester e Leeds já era tensa devido à Guerra das Duas Rosas, que envolveu as casas de Lancashire e Yorkshire, refletida nas cores das equipes: vermelho para Lancashire e branco para Yorkshire. Gordon Strachan, Éric Cantona, Rio Ferdinand e Alan Smith são alguns dos jogadores famosos que mudaram de um clube para o outro. O ódio entre as torcidas persiste, mesmo com a decadência do Leeds, cujos torcedores foram notórios por celebrar a tragédia de Munique em cânticos. Em resposta, alguns torcedores do United simpatizam com o Galatasaray, clube turco que derrotou o Leeds nas semifinais da Copa da UEFA de 2000, um jogo marcado pela morte de dois torcedores ingleses.
Outra grande rivalidade é com o Arsenal de Londres. Este antagonismo atingiu seu ápice no final dos anos 1990 e início dos anos 2000, especialmente entre Roy Keane do Manchester United e Patrick Vieira do Arsenal, cujo confronto não se limitava ao campo, mas também às trocas de acusações e entradas violentas que inflamavam jogadores e torcedores. Durante este período, Keane também desenvolveu uma rivalidade com Alf-Inge Håland, que jogou no Leeds United e no Manchester City, e teve sua carreira prematuramente encerrada devido a uma entrada violenta de Keane em um dérbi de Manchester. Viv Anderson, Frank Stapleton, Brian Kidd, Mikaël Silvestre, Robin van Persie e Danny Welbeck são exemplos de jogadores que defenderam ambos os clubes, com Kidd também tendo passagem pelo Manchester City.

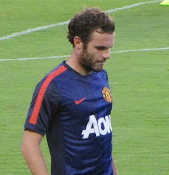
Juan Mata, trocou o rival Chelsea pelo United em 2014.

Recentemente, o Manchester United tem nutrido uma rivalidade crescente com o Chelsea, também de Londres. A disputa acirrada pelo título da Premier League desde 2006 e a dramática 
final da Liga dos Campeões em Moscou, decidida nos pênaltis, destacam este antagonismo. A taça europeia foi para Old Trafford pela terceira vez após o goleiro holandês van der Sar pegar o pênalti batido pelo francês Nicolas Anelka, ex-jogador de rivais como Arsenal, Liverpool e Manchester City.
Ray Wilkins e 
Mark Hughes são dois dos poucos jogadores que tiveram sucesso nos dois clubes. Juan Sebastián Verón foi um jogador de renome que não teve desempenho notável em nenhum dos dois times, assim como Mark Bosnich. Juan Mata, eleito melhor jogador do Chelsea por dois anos consecutivos, transferiu-se para o Old Trafford em janeiro de 2014.

## Títulos
| MUNDIAIS     | MUNDIAIS                        | MUNDIAIS | MUNDIAIS |
|              | Competição                      | Títulos  | Temporadas |
| ------------ | ------------------------------- | -------- | --- |
| semmdolura   | Copa do Mundo de Clubes da FIFA | 1        | 2008 |
|              | Copa Intercontinental           | 1        | 1999 |
| CONTINENTAIS |                                 |          | |
|              | Competição                      | Títulos  | Temporadas |
|              | Liga dos Campeões da UEFA       | 3        | 1967–68, 1998–99 e 2007–08 |
|              | Liga Europa da UEFA             | 1        | 2016–17 |
| semmdolura   | Recopa Europeia da UEFA         | 1        | 1990–91 |
|              | Supercopa da UEFA               | 1        | 1991 |
| NACIONAIS    |                                 |          | |
|              | Competição                      | Títulos  | Temporadas |
|              | Campeonato Inglês               | 20       | 1907–08, 1910–11, 1951–52, 1955–56, 1956–57, 1964–65, 1966–67, 1992–93, 1993–94, 1995–96, 1996–97, 1998–99, 1999–00, 2000–01, 2002–03, 2006–07, 2007–08, 2008–09, 2010–11 e 2012–13 |
|              | Copa da Inglaterra              | 13       | 1908–09, 1947–48, 1962–63, 1976–77, 1982–83, 1984–85, 1989–90, 1993–94, 1995–96, 1998–99, 2003–04, 2015–16 e 2023–24                                                                |
|              | Copa da Liga Inglesa            | 6        | 1991–92, 2005–06, 2008–09, 2009–10, 2016–17 e 2022–23 |
|              | Supercopa da Inglaterra         | 21       | 1908, 1911, 1952, 1956, 1957, 1965*, 1967*, 1977*, 1983, 1990*, 1993, 1994, 1996, 1997, 2003, 2007, 2008, 2010, 2011, 2013 e 2016                                                   |
|              | Campeonato Inglês – 2ª Divisão  | 2        | 1935–36 e 1974–75 |
| TOTAL        |                                 |          | |
|              | Títulos                         | Total    | Conquistas |
|              | Títulos oficiais                | 70       | 2 Mundiais, 6 Continentais e 62 Nacionais |

Legenda
 Campeão invicto

* Indica que o título foi compartilhado

## Material Esportivo e Patrocinadores
| Período   | Material Esportivo | Patrocinadores (Principal) | Patrocinadores (Manga) |
| --------- | ------------------ | -------------------------- | ---------------------- |
| 1945–1975 | Umbro              | —                          | —                      |
| 1975–1980 | Admiral            | —                          | —                      |
| 1980–1982 | Adidas             | —                          | —                      |
| 1982–1992 | Adidas             | Sharp Electronics          | —                      |
| 1992–2000 | Umbro              | Sharp Electronics          | —                      |
| 2000–2002 | Umbro              | Vodafone                   | —                      |
| 2002–2006 | Nike               | Vodafone                   | —                      |
| 2006–2010 | Nike               | AIG                        | —                      |
| 2010–2014 | Nike               | Aon                        | —                      |
| 2014–2015 | Nike               | Chevrolet                  | —                      |
| 2015–2018 | Adidas             | Chevrolet                  | —                      |
| 2018–2021 | Adidas             | Chevrolet                  | Kohler                 |
| 2021–2024 | Adidas             | TeamViewer                 | Kohler                 |
| 2024–     | Adidas             | Snapdragon                 | DXC Technology         |

## Elenco atual
Última atualização: 02 de setembro de 2024.

## Equipe Técnica
| Cargo                                                                 | Equipe                     |
| --------------------------------------------------------------------- | -------------------------- |
| Treinador                                                             | Ruben Amorim               |
| Assistentes Técnicos                                                  | TBC                        |
| Técnico da Equipe Principal                                           | Steve McClaren             |
| Treinador da Equipe Principal                                         | Darren Fletcher            |
| Treinador Principal de Goleiros                                       | Richard Hartis             |
| Treinador de Goleiros                                                 | TBC                        |
| Treinador de Goleiros Assistente                                      | Craig Mawson               |
| Chefe de Medicina Esportiva                                           | Gary O'Driscoll            |
| Médico Principal da Equipe                                            | Jim Moxon                  |
| Chefe de Fisioterapia                                                 | Jordan Reece               |
| Chefe de Performance Física                                           | Ed Leng                    |
| Preparadores Físicos                                                  | Paulo Gaudino Charlie Owen |
| Treinador Principal de Força e Potência da Equipe                     | Michael Clegg              |
| Cientista Esportivo da Equipe Principal                               | Michael Eglon              |
| Diretor da Academia                                                   | Nick Cox                   |
| Treinador Principal do Sub-18                                         | Adam Lawrence              |
| Treinador Principal do Sub-21                                         | Vago                       |
| Chefe de Desenvolvimento de Jogadores e Treinamento (Sub-19 a Sub-23) | Travis Binnion             |
| Treinador Sênior da Academia                                          | Mark Dempsey               |

## Notáveis Jogadores
- Alan Smith
- Alex Stepney
- Andy Cole
- Ashley Young
- Bill Foulkes
- Bobby Charlton
- Bryan Robson
- David Beckham
- Dennis Viollet
- Duncan Edwards
- Gary Bailey
- Gary Neville
- Gary Pallister
- Marcus Rashford
- Michael Carrick
- Nicky Butt
- Nobby Stiles
- Paul Ince
- Paul Scholes
- Phil Neville
- Ray Wilkins
- Rio Ferdinand
- Steve Bruce
- Steve Coppell
- Teddy Sheringham
- Wayne Rooney
- Wes Brown
- Arthur Albiston
- Darren Fletcher
- Denis Law
- Lou Macari
- Martin Buchan
- Willie Morgan
- Éric Cantona
- Fabien Barthez
- Louis Saha
- Mikaël Silvestre
- Patrice Evra
- Paul Pogba
- Denis Irwin
- John O'Shea
- Paul McGrath
- Roy Keane
- Edwin van der Sar
- Jaap Stam
- Robin van Persie
- Ruud van Nistelrooy
- Billy Meredith
- Mark Hughes
- Ryan Giggs
- Adnan Januzaj
- Marouane Fellaini
- Romelu Lukaku
- Anderson
- Casemiro
- Rafael
- Ander Herrera
- David de Gea
- Juan Mata
- Bruno Fernandes
- Cristiano Ronaldo
- Nani
- Noussair Mazraoui
- Diego Forlán
- Edinson Cavani
- Ángel Di María
- Carlos Tévez
- Juan Sebastián Verón
- Christian Eriksen
- Peter Schmeichel
- Antonio Valencia
- Zlatan Ibrahimović
- Dimitar Berbatov
- Andrey Kanchelskis
- Park Ji-Sung
- Dwight Yorke
- Chicharito
- Shinji Kagawa
- Henrikh Mkhitaryan

## Estatísticas e Recordes

### Mais Partidas
| Pos. | Nome           | Período   | Jogos |
| ---- | -------------- | --------- | ----- |
| 1    | Ryan Giggs     | 1991–2014 | 963   |
| 2    | Bobby Charlton | 1956–1973 | 758   |
| 3    | Paul Scholes   | 1994–2013 | 718   |
| 4    | Bill Foulkes   | 1952–1970 | 688   |
| 5    | Gary Neville   | 1992–2011 | 602   |
| 6    | Wayne Rooney   | 2004–2017 | 559   |
| 7    | David de Gea   | 2011–2023 | 545   |
| 8    | Alex Stepney   | 1966–1978 | 539   |
| 9    | Tony Dunne     | 1960–1973 | 535   |
| 10   | Denis Irwin    | 1990–2002 | 529   |

### Maiores Artilheiros
| Pos. | Nome              | Período             | Gols | Jogos | Média |
| ---- | ----------------- | ------------------- | ---- | ----- | ----- |
| 1    | Wayne Rooney      | 2004–2017           | 253  | 559   | 0,45  |
| 2    | Bobby Charlton    | 1956–1973           | 249  | 758   | 0,33  |
| 3    | Denis Law         | 1962–1973           | 237  | 404   | 0,59  |
| 4    | Jack Rowley       | 1937–1955           | 211  | 429   | 0,49  |
| 5    | Dennis Viollet    | 1953–1962           | 179  | 293   | 0,61  |
| 5    | George Best       | 1963–1974           | 179  | 470   | 0,38  |
| 7    | Joe Spence        | 1919–1933           | 168  | 510   | 0,33  |
| 7    | Ryan Giggs        | 1991–2014           | 168  | 963   | 0,17  |
| 9    | Paul Scholes      | 1994–2013           | 155  | 718   | 0,22  |
| 10   | Cristiano Ronaldo | 2003–2009 2021–2022 | 145  | 346   | 0,42  |

### Contratações Mais Caras
| Pos. | País       | Nome            | Data       | Ref    |
| ---- | ---------- | --------------- | ---------- | ------ |
| 1    | França     | Paul Pogba      | 08/08/2016 | [ 66 ] |
| 2    | Brasil     | Antony          | 28/08/2022 | [ 67 ] |
| 3    | Inglaterra | Harry Maguire   | 05/05/2019 | [ 68 ] |
| 4    | Inglaterra | Jadon Sancho    | 01/07/2021 | [ 69 ] |
| 5    | Bélgica    | Romelu Lukaku   | 10/07/2017 | [ 70 ] |
| 6    | Argentina  | Ángel Di María  | 26/08/2014 | [ 71 ] |
| 7    | Dinamarca  | Rasmus Højlund  | 05/08/23   | [ 72 ] |
| 8    | Brasil     | Casemiro        | 19/08/2022 | [ 73 ] |
| 9    | Portugal   | Bruno Fernandes | 29/01/2020 | [ 74 ] |
| 10   | Inglaterra | Mason Mount     | 05/06/2023 | [ 75 ] |

Estatísticas atualizadas em 20 de setembro de 2022.

## Treinadores
Abaixo está a lista de treinadores do Manchester United desde 1892.
| País          | Nome                    | Período   |
| ------------- | ----------------------- | --------- |
|               | Desconhecido            | 1878–1892 |
| Inglaterra    | A. H. Albut             | 1892–1900 |
| Inglaterra    | James West              | 1900–1903 |
| Inglaterra    | Ernest Mangnall         | 1903–1912 |
| Inglaterra    | John Bentley            | 1912–1914 |
| Inglaterra    | Jack Robson             | 1914–1921 |
| Escócia       | John Chapman            | 1921–1926 |
| Inglaterra    | Lal Hilditch            | 1926–1927 |
| Inglaterra    | Herbert Bamlett         | 1927–1931 |
| Inglaterra    | Walter Crickmer         | 1931–1932 |
| Escócia       | Scott Duncan            | 1932–1937 |
| Inglaterra    | Walter Crickmer         | 1937–1945 |
| Escócia       | Matt Busby              | 1945–1969 |
| País de Gales | Jimmy Murphy (interino) | 1958      |

| País                 | Nome                  | Período              |
| -------------------- | --------------------- | -------------------- |
| Inglaterra           | Wilf McGuinness       | 1969–1970            |
| Escócia              | Matt Busby            | 1970–1971            |
| República da Irlanda | Frank O'Farrell       | 1971–1972            |
| Escócia              | Tommy Docherty        | 1972–1977            |
| Inglaterra           | Dave Sexton           | 1977–1981            |
| Inglaterra           | Ron Atkinson          | 1981–1986            |
| Escócia              | Alex Ferguson         | 1986–2013            |
| Escócia              | David Moyes           | 2013–2014            |
| País de Gales        | Ryan Giggs (interino) | 2014                 |
| Países Baixos        | Louis van Gaal        | 2014–2016            |
| Portugal             | José Mourinho         | 2016–2018            |
| Noruega              | Ole Gunnar Solskjær   | 2018–2021            |
| Inglaterra           | Michael Carrick       | 2021 (interino)      |
| Alemanha             | Ralf Rangnick         | 2021–2022 (interino) |

| País          | Nome                           | Período   |
| ------------- | ------------------------------ | --------- |
| Países Baixos | Erik ten Hag                   | 2022–2024 |
| Países Baixos | Ruud van Nistelrooy (interino) | 2024      |
| Portugal      | Rúben Amorim                   | 2024–     |

## Diretoria do Clube

### Proprietários
| Pessoa(s)         | Empresa                          | Porcentagem | Ref.   |
| ----------------- | -------------------------------- | ----------- | ------ |
| Família Glazer    | Red Football Shareholder Limited | 63.3%       | [ 79 ] |
| Sir Jim Ratcliffe | INEOS                            | 27.7%       | [ 79 ] |

### Manchester United PLC
| Posição                         | Nome |
| ------------------------------- | --- |
| Co-presidentes Executivos       | Avram Glazer Joel Glazer                                                                                      |
| Diretor Executivo (CEO)         | Omar Berrada                                                                                                  |
| Diretor Financeiro (CFO)        | Roger Bell |
| Diretor de Operações (COO)      | Collette Roche                                                                                                |
| Diretor Jurídico/Geral Jurídico | Vago |
| Diretor de Comunicações         | Toby Craig |
| Diretores                       | Avram Glazer Joel Glazer Kevin Glazer Bryan Glazer Darcie Glazer Kassewitz Edward Glazer John Reece Rob Nevin |
| Diretores Independentes         | Robert Leitão John Hooks                                                                                      |

### Manchester United Football Club
| Cargo                                     | Nome                                                                                |
| ----------------------------------------- | ----------------------------------------------------------------------------------- |
| Presidente Honorário                      | Martin Edwards                                                                      |
| Diretores                                 | Sir David Brailsford Jean-Claude Blanc David Gill Michael Edelson Sir Alex Ferguson |
| Diretor Esportivo                         | Dan Ashworth                                                                        |
| Vice-diretor de Futebol                   | Andy O'Boyle                                                                        |
| Diretor Técnico                           | Jason Wilcox                                                                        |
| Diretor de Talentos Globais               | Christopher Vivell                                                                  |
| Diretor de Negociações de Futebol         | Matt Hargreaves                                                                     |
| Diretor de Operações de Futebol           | David Harrison                                                                      |
| Secretária do Clube                       | Rebecca Britain                                                                     |
| Diretor de Insights e Inovação em Futebol | Richard Hawkins                                                                     |
| Diretor de Ciência de Dados               | Dominic Jordan                                                                      |